# Presidenza di George Washington
La presidenza di George Washington iniziò il 30 aprile 1789 con la cerimonia d'inaugurazione e insediamento del primo presidente degli Stati Uniti d'America e terminò il 4 marzo 1797. Le elezioni del 1788-89 furono le prime della nuova nazione e Washington risultò eletto all'unanimità; sempre all'unanimità fu rieletto nelle elezioni presidenziali del 1792. Al termine del secondo mandato consecutivo si ritirò a vita privata, rinunciando ad ottenere un terzo mandato. Gli successe il vicepresidente in carica John Adams, esponente di punta del Partito Federalista.
Negli anni antecedenti la sua elezione a presidente, Washington consolidò la propria autorevolezza, tra i Padri Fondatori della nuova nazione, con il servizio svolto come comandante in capo dell'Esercito continentale nel corso della guerra d'indipendenza americana, e come presidente della Convenzione di Filadelfia del 1787. Era ampiamente previsto che sarebbe diventato il primo Capo dello Stato una volta approvata la Costituzione degli Stati Uniti, nonostante avesse già desiderio di allontanarsi dalla vita pubblica. Nel primo discorso inaugurale espresse la propria intima riluttanza ad accettare la carica offertagli, dovuta anche al fatto di non avere alcuna esperienza nell'amministrazione civile.
Washington presiedette all'istituzione del nuovo Governo federale degli Stati Uniti, nominando tutti i funzionari di più alto rango, sia nel ramo esecutivo sia in quello giudiziario, plasmando – grazie alle sue notevoli doti di leadership – numerose nuove prassi politiche e stabilendo la sede permanente della futura capitale degli Stati Uniti. Sostenne le politiche economiche di Alexander Hamilton, secondo cui il governo federale si assunse i debiti dei singoli Stati federati, e fondò la Prima banca degli Stati Uniti d'America, la United States Mint (la Zecca nazionale) e lo United States Customs and Border Protection (il Servizio doganale e di Polizia di frontiera).
Il primo Congresso degli Stati Uniti approvò le politiche fiscali con il Tariff Act del 1789 e il Tariff Act del 1790: vennero innalzati i dazi doganali per fare fronte allo squilibrio commerciale nei confronti della Gran Bretagna e introdotta un'accisa sulla produzione e la vendita di whisky per finanziare le attività governative. Il presidente guidò personalmente i soldati federali nella repressione della Whiskey Rebellion, sorta in opposizione alle politiche fiscali adottate dall'amministrazione. Diresse personalmente la guerra indiana del Nord-Ovest che vide il paese stabilire il controllo sulle tribù dei nativi americani in tutto il Territorio del nord-ovest.
Negli affari esteri assicurò la tranquillità interna e mantenne rapporti pacifici con le diverse potenze europee, nonostante l'imperversare delle guerre rivoluzionarie francesi, come documentato dalla Proclamazione di neutralità del 1793. Ottenne inoltre due importanti trattati bilaterali: il trattato di Jay del 1794 con l'Impero britannico ed il trattato Pinkney-Monroe dell'anno seguente con l'impero spagnolo. Entrambi i trattati promossero il commercio internazionale e contribuirono a garantire il controllo della frontiera rispettivamente a Nord e a Sud. Per proteggere le spedizioni americane dai corsari barbareschi e da altre minacce, Washington ricreò la marina militare tramite il Naval Act del 1794.
Fortemente preoccupato per la crescente partigianeria all'interno del governo e l'impatto negativo che i partiti politici avrebbero potuto avere sull'ancor fragile unità che teneva insieme la nazione, il presidente si prodigò sempre per mantenere concordi le fazioni rivali; fu - e rimane a tutt'oggi - l'unico presidente eletto a non essersi mai affiliato ad alcuna corrente politica. Nonostante gli sforzi intrapresi, gli accesi dibattiti scoppiati nei riguardi delle misure finanziarie varate, della rivoluzione francese e del trattato di Jay, le iniziative di George Washington ebbero come risultato l'inasprimento delle divisioni politiche.
I sostenitori di Hamilton diedero vita al Partito Federalista, mentre i suoi avversari si coalizzarono attorno al Segretario di Stato Thomas Jefferson formando il Partito Democratico-Repubblicano. Nonostante l'accusa di aver favorito Hamilton e quindi lo svilupparsi della partigianeria, Washington viene considerato dagli studiosi presidenziali e dagli storici politici come uno dei più grandi presidenti della storia degli Stati Uniti d'America.
Secondo la classifica storica dei presidenti degli Stati Uniti, George Washington è uno dei tre presidenti più apprezzati di sempre insieme ad Abraham Lincoln e Franklin Delano Roosevelt.

## Elezioni presidenziali del 1788-1789
Al termine della Convenzione di Filadelfia del 1787, Washington, affaticato, si ritirò nel suo podere a Mount Vernon; sembrava seriamente intenzionato a riprendere la sua vita appartata e lasciare che fossero gli altri padri fondatori a governare la nazione con la nuova cornice di istituzioni. Tuttavia, gran parte dell'opinione pubblica desiderava che Washington diventasse il primo presidente degli Stati Uniti d'America. La prima campagna elettorale per la presidenza fu in sostanza un movimento di opinione pubblica che oggi potremmo definire "di base" per convincere Washington ad accettare l'incarico. Cumuli di lettere d'incoraggiamento si riversarono sulla sua residenza, da parte di gente comune, ex commilitoni e corrispondenti stranieri, soprattutto francesi, che lo informarono del sentimento pubblico tutto a suo favore, implorandolo di accettare. Gouverneur Morris lo esortò scrivendo: "[Tra i] tredici cavalli che ora stanno per essere aggiogati insieme, ve ne sono di ogni razza e carattere. Ascolteranno la vostra voce e si sottoporranno alla vostra guida. Voi perciò dovete, e dico dovete, montare su quel posto".
Alexander Hamilton fu tra coloro che si spesero maggiormente per ottenere da Washington l'accettazione della presidenza, anche perché prevedeva in tal caso di ottenere una posizione importante, se non di primo piano, nella nascente amministrazione. Anche il generale Rochambeau lo esortò in tal senso, come già aveva fatto La Fayette: quest'ultimo lo spinse a "non negare la vostra accettazione dell'incarico di Presidente per i primi anni", provocando la replica di Washington: "Lasciatelo a quelli che inseguono sogni di ambizione e fama, che sono attratti da esse più profondamente, o che possono avere più anni a disposizione per godersele".
In una lettera datata agosto del 1788, Washington espose ulteriormente i suoi sentimenti riguardo alle elezioni:
(Documenti del George Washington Project presso la University of Virginia.)
Meno certa era la scelta per la vicepresidenza, incarico cui la Costituzione aveva riservato poche regole esplicite. L'unica attribuzione del vicepresidente formalmente stabilita era quella di presiedere le sessioni del Senato, funzione estranea al potere esecutivo. La Costituzione aveva previsto che l'incarico fosse attribuito al secondo classificato nelle elezioni presidenziali, cioè alla persona che avesse conseguito il secondo più alto numero di voti di grandi elettori. Provenendo della Virginia, Washington, che rimase neutrale sui candidati, aveva dato per scontato che il vicepresidente sarebbe stato scelto tra candidati del Massachusetts (quindi tra John Adams e John Hancock) per mitigare il rischio di tensioni tra gli Stati.
In una lettera dell'agosto 1788, Thomas Jefferson scrisse di considerare John Adams, John Hancock, John Jay, James Madison e John Rutledge come possibili candidati alla vicepresidenza. Nel gennaio 1789, dopo aver sentito che Adams sarebbe probabilmente diventato vicepresidente, Washington scrisse a Henry Knox di essere "completamente soddisfatto della soluzione per la nomina della seconda carica".
Il 4 febbraio gli aventi diritto al voto di ognuno degli Stati federati si radunarono nelle rispettive capitali per avviare ufficialmente le procedure di elezione. Come prevedeva la Costituzione prima del XII emendamento, ogni grande elettore votò due nomi per la presidenza, con la regola di non votare due volte la stessa persona. Ai sensi della Costituzione, la persona che avesse avuto il maggior numero di voti dei grandi elettori sarebbe diventato presidente e colui che fosse arrivato secondo avrebbe ottenuto l'incarico di vicepresidente; i voti assegnati da ogni Stato vennero quindi sigillati e consegnati al Congresso per il conteggio. Solo dieci dei tredici Stati parteciparono alle elezioni. La Carolina del Nord e il Rhode Island non vi poterono partecipare in quanto non avevano ancora ratificato la Costituzione; l'Assemblea legislativa dello Stato di New York non riuscì invece a nominare gli elettori assegnatigli in tempo utile.
Prima che i voti venissero contati, Washington aveva dichiarato la sua disponibilità ad accettare l'incarico e si preparava a lasciare Mount Vernon per New York, all'epoca capitale della nazione. Il 6 aprile la Camera dei Rappresentanti e il Senato, riuniti in sessione congiunta, contarono i voti elettorali e proclamarono l'elezione di Washington a Presidente degli Stati Uniti con 69 preferenze; Adams, con 34 voti, era stato invece scelto come suo vice. I rimanenti 35 voti si suddivisero tra John Jay (9), Robert Hanson Harrison (6), John Rutledge (6), John Hancock (4), George Clinton (3), Samuel Huntington (2), John Milton (2), James Armstrong (1), Benjamin Lincoln (1) e Edward Telfair (1). Informato il 14 aprile della sua avvenuta elezione, Washington scrisse in una lettera a Edward Rutledge che nell'accettare la presidenza aveva rinunciato a "ogni aspettativa di felicità privata in questo mondo".

La prima cerimonia inaugurale del presidente il 30 aprile 1789 in un ritratto a olio.

## Inaugurazione e primi atti
Il primo mandato presidenziale e vice-presidenziale della storia degli Stati Uniti avrebbe dovuto iniziare ufficialmente il 4 marzo, data fissata dal Congresso della confederazione per l'avvio delle operazioni del Governo federale sotto la nuova Costituzione. Tuttavia, a causa delle forti difficoltà nei viaggi sulle lunghe distanze alla fine del XVIII secolo, il Congresso non riuscì a raggiungere il quorum necessario per esercitare le sue funzioni sino ad aprile. Le Assemblee della Camera e del Senato si riunirono alla data prescritta ma le sedute furono presto sospese a causa della mancanza di un quorum sufficiente; di conseguenza, i voti elettorali presidenziali non poterono essere contati o certificati nei tempi previsti. La Camera raggiunse il quorum il 1° di aprile, mentre il Senato il 6 aprile; solo a quel punto si poté procedere con la conta dei voti elettorali.

Washington e Adams vennero così certificati come eletti rispettivamente in qualità di presidente e vicepresidente. Adams giunse a New York pochi giorni prima di Washington e presiedettero i lavori del Senato il 21 aprile.

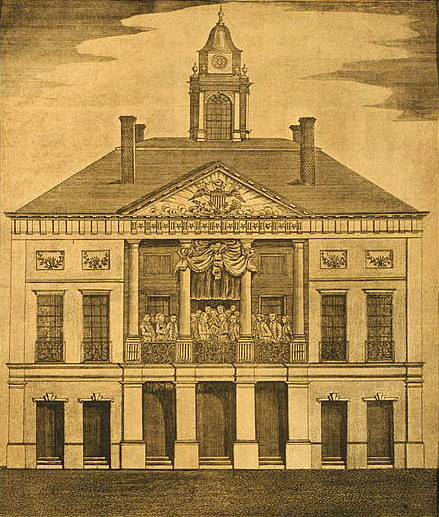
La Federal Hall di New York dal cui balcone prestò giuramento il presidente, davanti alla folla raccoltasi per l'occasione.

Lungo il percorso che lo portava alla meta, il neoeletto presidente ricevette i saluti trionfali in quasi tutte le città da cui passava, tra cui Alexandria, Georgetown, Baltimora, Filadelfia e Trenton. Arrivato a New York il 23 aprile, fu accolto dal governatore di New York George Clinton, da molti membri del Congresso e da altri cittadini comuni e personalità di spicco locali.
Washington giurò alla cerimonia d'insediamento il 30 aprile presso la Federal Hall di New York. Siccome i giudici delle corti federali non erano ancora stati nominati, il giuramento fu presieduto dal Capo cancelliere della Corte cittadina Robert R. Livingston, la più alta autorità giudiziaria operante in loco.

Il rito fu tenuto sul balcone del secondo piano dell'edificio, sotto gli occhi di una nutrita folla di cittadini scesa in strada per l'occasione; la Bibbia utilizzata era quella della grande loggia della Massoneria St. John n. 1, A.Y.M. e venne aperta a caso sul Libro della Genesi 49:13 ("Zabulon deve dimorare nel paradiso del mare; e lui sarà un rifugio per le navi; e il suo confine sarà unto da Sidone").
In seguito Livingston gridò: "Viva George Washington, presidente degli Stati Uniti!" Lo storico John R. Alden Mason indica che Washington avrebbe aggiunto le parole "che Dio mi aiuti" alle parole del giuramento prescritto dalla Costituzione.
Nel suo discorso inaugurale (Testo completo su Wikisource), trasmesso nell'Aula del Senato subito dopo la cerimonia, il nuovo presidente toccò ancora una volta il tema della sua riluttanza ad accettare la carica:

## Amministrazione
| Presidente                     |                   | George Washington  | 1789 - 1797 |  |  |
| Vicepresidente                 |                   | John Adams         | 1789 - 1797 |  |  |
|                                |                   |                    |             |  |  |
|                                |                   | John Jay           | 1789 - 1790 |  |  |
|                                | Thomas Jefferson  | 1790 - 1793        |             |  |  |
|                                | Edmund Randolph   | 1794 - 1795        |             |  |  |
|                                | Timothy Pickering | 1795 - 1797        |             |  |  |
| Segretario al tesoro           |                   | Alexander Hamilton | 1789 - 1795 |  |  |
| Segretario al tesoro           |                   | Oliver Wolcott Jr. | 1795 - 1797 |  |  |
| Segretario alla Guerra         |                   | Henry Knox         | 1789 - 1794 |  |  |
| Segretario alla Guerra         |                   | Timothy Pickering  | 1794 - 1796 |  |  |
| Segretario alla Guerra         |                   | James McHenry      | 1796 - 1797 |  |  |
| Procuratore generale           |                   | Edmund Randolph    | 1789 - 1794 |  |  |
| Procuratore generale           |                   | William Bradford   | 1794 - 1795 |  |  |
| Procuratore generale           |                   | Charles Lee        | 1795 - 1797 |  |  |
| Direttore generale delle poste |                   | Samuel Osgood      | 1789 - 1791 |  |  |
| Direttore generale delle poste |                   | Timothy Pickering  | 1791 - 1795 |  |  |
| Direttore generale delle poste |                   | Joseph Habersham   | 1795 - 1797 |  |  |

## Cronologia
Gli avvenimenti salienti della presidenza Washington furono:
1789
- prosecuzione della Guerra indiana del Nord-Ovest, iniziata nel 1785;
- istituzione del Dipartimento di Stato;
- istituzione del Dipartimento della Guerra;
- istituzione del Dipartimento del Tesoro;
- istituzione dell'United States Marshals Service;
- promulgazione della Carta dei Diritti (corrispondente agli emendamenti I-X della Costituzione statunitense);
- nomina del primo vescovo della Chiesa cattolica (John Carroll all'arcidiocesi di Baltimora);
- ingresso della Carolina del Nord in qualità di 12° Stato federato;
- prima osservanza del Giorno del ringraziamento;
- fondazione della prima università pubblica, l'Università della Carolina del Nord a Chapel Hill;

1790
- morte di Benjamin Franklin;
- svolgimento del primo censimento statunitense;
- creazione del Territorio del Sud-ovest;
- ingresso del Rhode Island in qualità di 13º Stato federato;

1791
- massacro di Big Bottom;
- ingresso della Repubblica del Vermont in qualità di 14º Stato federato;
- varo del primo piroscafo da parte di John Fitch;
- sconfitta di St. Clair;
- scoppio dello scandalo sessuale Hamilton–Reynolds;
- avvio della Whiskey Rebellion;

1792
- istituzione del Dipartimento delle Poste;
- promulgazione della legge sul conio (Coinage Act);
- primo veto presidenziale;
- fondazione dell'United States Mint;
- stipula del Buttonwood Agreement, che sancì la nascita della Borsa di New York;
- ingresso del Kentucky in qualità di 15º Stato federato;
- celebrazione del Columbus Day per il 300º anniversario della scoperta dell'America da parte di Cristoforo Colombo;
- avvio dei lavori per la costruzione di Washington;
- inizio della Spedizione di Vancouver;
- rielezione di George Washington alle elezioni presidenziali del 1792;
- costruzione del primo altoforno a Pittsburgh;

1793
- promulgazione del Fugitive Slave Act;
- proclama di neutralità;
- posa della pietra angolare del Campidoglio da parte del presidente abbigliato con la divisa della Massoneria;
- brevetto della sgranatrice di cotone da parte di Eli Whitney;

1794
- prima sessione del Senato aperta al pubblico;
- battaglia di Fallen Timbers;
- fondazione dell'Università del Tennessee;

1795
- promulgazione dell'XI emendamento;
- ratifica del trattato di Jay;
- approvazione del trattato di Greenville;

1796
- ingresso del Tennessee in qualità di 16º Stato federato;
- vittoria di John Adams alle elezioni presidenziali del 1796;
- firma del trattato di Tripoli;

1797
- insediamento della presidenza di John Adams.

### Gabinetto ministeriale
Partiti politici: 
  Federalista
  Democratico-Repubblicano
  Indipendente
La nuova Costituzione autorizzò il presidente a nominare i capi dei Dipartimenti dell'Esecutivo federale con il consenso del Senato; almeno tre di questi erano già esistiti sotto gli Articoli della Confederazione: il Dipartimento della Guerra, il Ministero degli Affari Esteri (dal 1781) e la Sovrintendenza alle Finanze. Il primo fu mantenuto, mentre gli altri due divennero rispettivamente il Dipartimento di Stato il 7 agosto e il Dipartimento del Tesoro il 2 settembre. Il Congresso discusse inoltre sulla creazione di un dipartimento degli Interni che si occupasse tra l'altro dei rapporti con i nativi americani e della conservazione dei documenti governativi; questi compiti vennero invece attribuiti al Dipartimento di Stato.
Nel settembre del 1789 il Congresso istituì la carica di Procuratore generale, con il compito di servire come principale consulente legale del presidente (non era tuttavia ancora a capo di un dipartimento di Giustizia, istituito nel 1870 durante la presidenza di Ulysses S. Grant) e quella di Direttore generale delle Poste. Inizialmente il presidente incontrava individualmente i capi dei dipartimenti esecutivi e il procuratore generale, ma prese a tenere riunioni collettive a partire dal 1791, con il primo di questi incontri avvenuto il 26 novembre. Le quattro principali posizioni governative, Guerra, Segreteria di Stato, Tesoro e Procuratore generale, furono indicati collettivamente come cabinet e Washington tenne simili riunioni regolari durante il suo secondo mandato.
Edmund Randolph divenne il primo Procuratore generale, Henry Knox mantenne la sua posizione di capo del Dipartimento della Guerra e Thomas Jefferson fu il primo Segretario di Stato a partire dal 1790, anche se in un primo momento la posizione venne offerta a John Jay, già segretario degli Affari Esteri dal 1784 e al momento segretario di Stato ad interim. Jay preferì però un incarico giudiziario e Washington scelse Jefferson in qualità di Segretario permanente. Per la carica chiave del Segretario al tesoro, che avrebbe diretto la politica economica federale, Washington scelse Alexander Hamilton dopo che la sua prima scelta, Robert Morris, declinò la proposta, raccomandando invece proprio Hamilton al suo posto, scrivendo: "ma, mio caro generale, non perderete nulla dal mio rifiuto della Segreteria del Tesoro, perché posso raccomandare un amico molto più intelligente di me come ministro delle finanze nella persona del vostro aiutante di campo, il colonnello Hamilton".
Il gabinetto iniziale di Washington fu quindi composto da una persona originaria della Nuova Inghilterra (Knox), da una degli Stati del Medio Atlantico (Hamilton) e da due del Sud (Jefferson e Randolph).
Il presidente si considerava un esperto sia degli affari esteri sia del dipartimento della guerra e, come tale, secondo lo storico Forrest McDonald, "era in pratica sia il segretario agli Esteri sia quello della Guerra". Jefferson lasciò l'incarico affidatogli alla fine del 1793, sostituito da Randolph, e William Bradford prese il posto di Procuratore generale; Knox lasciò la carica l'anno seguente, rimpiazzato da Timothy Pickering.
Esattamente come Jefferson, anche Randolph tendeva a preferire i francesi in politica estera, ma a differenza del primo ebbe scarsa influenza sul gabinetto. Knox, Hamilton e Randolph si dimisero nel corso del secondo mandato presidenziale; Randolph in particolare venne costretto alle dimissioni durante il dibattito sul trattato di Jay. Hamilton lasciò il gabinetto nel 1795, come Randolph. Con la loro partenza, Oliver Wolcott Jr. divenne segretario del Tesoro e Pickering succedette a Randolph come segretario di Stato. James McHenry sostituì Pickering come segretario della Guerra, mentre Charles Lee divenne procuratore generale dopo la partenza di Bradford.
Hamilton e Jefferson avevano la maggiore influenza sulle decisioni del governo durante il primo mandato di Washington. Le loro profonde divergenze filosofiche li misero in contrapposizione fin dall'inizio e si scontrarono su diverse questioni di politica estera e di economia. Con la partenza di Jefferson, Hamilton arrivò a dominare l'intera compagine governativa e il presidente continuò a rivolgersi a lui per consigli anche dopo le dimissioni di Hamilton per andare a esercitare la professione legale nella città di New York.

### Vicepresidenza
Durante i suoi due mandati come vicepresidente, Adams partecipò a poche riunioni di gabinetto e il presidente cercò il suo consiglio solo di rado; nondimeno i due uomini, secondo quanto scrive il biografo di Adams John E. Ferling, "eseguirono insieme molte delle cerimonie del ramo esecutivo, più di quanto è consuetudine per presidente e vicepresidente contemporanei". Al Senato Adams ebbe invece un ruolo più attivo, in particolare durante il primo quadriennio. Almeno in un'occasione riuscì a persuadere i senatori a votare contro la legge a cui si opponeva e spesso indottrinò i senatori su questioni procedurali e politiche. Come previsto dalla Costituzione, il vicepresidente può votare al Senato, e il voto di Adams fu decisivo per 29 volte.
La sua prima incursione nel ramo legislativo avvenne poco dopo la sua entrata in carica, durante i dibattiti del Senato sui titoli onorifici da dare al presidente e agli alti funzionari del nuovo esecutivo. La Camera dei Rappresentanti convenne in breve tempo sul fatto che il presidente dovesse essere chiamato semplicemente "George Washington, Presidente degli Stati Uniti", il Senato invece discusse a lungo la questione. Adams era a favore dell'adozione del sinonimo di "Altezza" (così come del titolo di Protettore delle Libertà [degli Stati Uniti]) per il presidente; altri avrebbero invece preferito la variante di "Altezza elettorale" o un meno pomposo "Eccellenza". Gli antifederalisti al Senato si opposero però al suono monarchico di queste espressioni; alla fine Washington dovette cedere alle loro obiezioni e fu deciso che si sarebbe usato solamente il titolo di "Signor Presidente".

Se da un lato Adams portò energia e dedizione all'incarico di presidente del Senato, uno dei ruoli del vicepresidente, trovò nondimeno il compito "non proprio adatto al mio carattere". Sempre timoroso di andare oltre i limiti costituzionali della vicepresidenza o di invadere senza volerlo le prerogative del presidente, spesso finì per lamentarsi amaramente di ciò che considerava la "completa insignificanza" della sua situazione. A sua moglie Abigail Adams scrisse: "il mio paese ha - nella sua grande saggezza - inventato per me l'incarico più insignificante che sia mai stato creato dall'uomo... ideato o concepito come pura immagine e, poiché non posso in tale contesto né fare il bene né tanto meno il male, io devo lasciarmi trasportare dagli altri e andare incontro al destino comune".

Logo della United States Mint

### Stipendi
Il 24 settembre 1789 il Congresso votò per pagare al presidente uno stipendio di 25.000 dollari annuali e al vicepresidente uno di 5.000 dollari. Lo stipendio di Washington era pari al 2% del bilancio federale totale approvato per quell'anno.

### Nomine giuridiche
Attraverso il Judiciary Act del 1789 il Congresso istituì una "Corte suprema degli Stati Uniti d'America" composta da sei membri: un "Presidente della Corte suprema" assistito da cinque giudici associati. Alla Corte venne affidata la giurisdizione esclusiva sulle azioni legali civili tra Stati o tra uno Stato e le istituzioni federali, nonché su tutte le azioni intentate contro gli ambasciatori e altro personale diplomatico, e giurisdizione non esclusiva su tutti i casi in cui uno Stato era una delle parti in causa e su ogni causa intentata da un ambasciatore. Alla Corte fu assegnata anche la giurisdizione di appello per le decisioni dei tribunali circoscrizionali federali nonché sulle decisioni dei tribunali statali riguardanti leggi o regolamentazioni federali.
Come primo presidente, Washington dovette nominare tutti i componenti della Corte; nel settembre del 1789 nominò John Jay come primo presidente della Corte e John Rutledge, William Cushing, James Wilson, John Blair Jr. e Robert Hanson Harrison come giudici associati. Tutti furono rapidamente confermati dal Senato, ma quando Harrison rifiutò la nomina, Washington lo sostituì con James Iredell nel 1790.

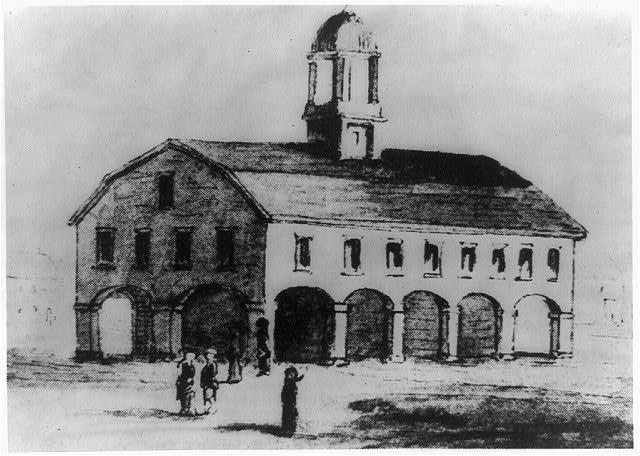
Un disegno del vecchio edificio della "Royal Exchange" a New York, precedentemente situato in Broad Street vicino all'incrocio con Water Street. Fu la prima sede della Corte suprema

Il primo mandato della Corte ebbe inizio il 2 febbraio 1790, riunendosi nell'edificio "Royal Exchange" di New York; tuttavia in assenza di casi da esaminare e con pochi affari urgenti, vennero prese decisioni su alcune questioni procedurali e l'ammissione di 26 avvocati e consiglieri al foro federale e la sessione durò solamente otto giorni.
Tre giudici associati lasciarono la Corte negli anni successivi, e Washington nominò al loro posto Thomas Johnson, William Paterson e Samuel Chase. Jay si dimise da presidente della Corte nel 1795; Washington nominò al suo posto Rutledge mentre il Congresso non era in sessione; Rutledge prestò servizio per sei mesi ma si trovò costretto a ritirarsi dopo che la sua nomina fu respinta dal Senato a dicembre. Fu la prima nomina alla Corte suprema a essere respinta. Dopo la bocciatura di Rutledge, il presidente scelse Oliver Ellsworth come terzo presidente della Corte suprema degli Stati Uniti.
| Nome             | Seggio     | Stato             | Inizio servizio attivo | Termine servizio attivo |
| ---------------- | ---------- | ----------------- | ---------------------- | ----------------------- |
| John Blair Jr.   | 3°         | Virginia          | 30 settembre 1789      | 25 ottobre 1795         |
| Samuel Chase     | 3°         | Maryland          | 27 gennaio 1796        | 19 giugno 1811          |
| William Cushing  | 2°         | Massachusetts     | 26 settembre 1789      | 13 settembre 1810       |
| Oliver Ellsworth | Presidente | Connecticut       | 4 marzo 1796           | 30 settembre 1800       |
| James Iredell    | 5°         | Carolina del Nord | 10 febbraio 1790       | 20 ottobre 1799         |
| John Jay         | Presidente | New York          | 19 ottobre 1789        | 29 giugno 1795          |
| Thomas Johnson   | 4°         | Maryland          | 5 agosto 1791          | 16 gennaio 1793         |
| William Paterson | 4°         | New Jersey        | 4 marzo 1793           | 9 settembre 1806        |
| John Rutledge    | 4°         | Carolina del Sud  | 26 settembre 1789      | 4 marzo 1791            |
| John Rutledge    | Presidente | Carolina del Sud  | 30 giugno 1795         | 28 dicembre 1795        |
| James Wilson     | 1°         | Pennsylvania      | 26 settembre 1789      | 28 agosto 1798          |

La legge Judiciary Act creò anche 13 distretti giudiziari all'interno degli undici Stati che avevano già ratificato la Costituzione; con il Massachusetts e la Virginia suddivisi in due giurisdizioni ciascuno. La Carolina del Nord e il Rhode Island furono aggiunti nel 1790 dopo aver a loro volta ratificato la Costituzione, così come gli Stati successivi che il Congresso ammise nell'Unione; inoltre la legge stabilì l'istituzione di "tribunali di circuito" e "tribunali di distretto".

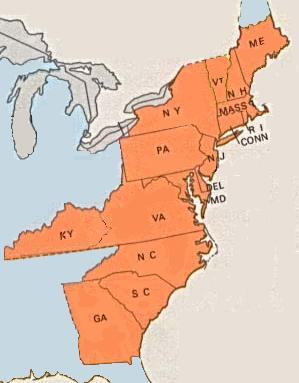
Il presidente nominò i giudici federali per i 17 tribunali distrettuali; di questi 16 sono raffigurati nella mappa, mentre il 17 - il Distretto del Tennessee - fu creato poco prima della fine della sua amministrazione.

I "tribunali del circuito", composti da un giudice distrettuale e (inizialmente) da due giudici della Corte suprema, avrebbero avuto giurisdizione sui crimini di più grave rilevanza, mentre i tribunali distrettuali erano a giudice unico ed ebbero giurisdizione su casi di minore rilevanza.
Washington nominò 28 giudici presso i tribunali distrettuali federali durante i suoi due mandati.

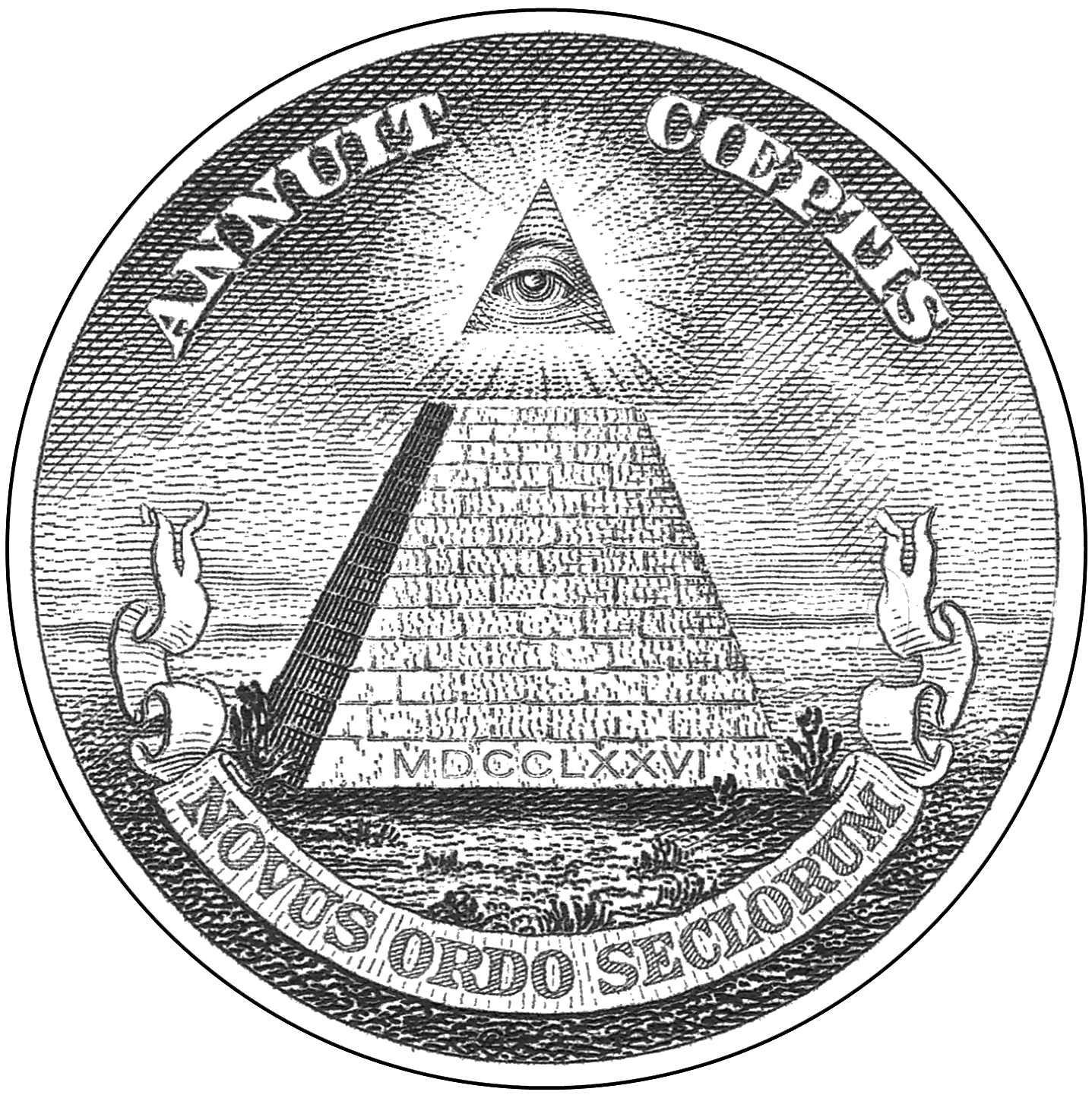
Il Novus Ordo Seclorum dello Stemma degli Stati Uniti d'America.

| Nome                | Corte             | Inizio servizio attivo | Termine servizio attivo |
| ------------------- | ----------------- | ---------------------- | ----------------------- |
| Gunning Bedford Jr. | Delaware          | 26 settembre 1789      | 30 marzo 1812           |
| Thomas Bee          | Carolina del Sud  | 14 giugno 1790         | 18 febbraio 1812        |
| Benjamin Bourne     | Rhode Island      | 13 ottobre 1796        | 20 febbraio 1801        |
| David Brearley      | New Jersey        | 26 settembre 1789      | 16 agosto 1790          |
| Nathaniel Chipman   | Vermont           | 4 marzo 1791           | 1à gennaio 1793         |
| Joseph Clay Jr.     | Georgia           | 16 settembre 1796      | 24 febbraio 1801        |
| William Drayton Sr. | Carolina del Sud  | 18 novembre 1789       | 18 maggio 1790          |
| James Duane         | New York          | 26 settembre 1789      | 17 marzo 1794           |
| Cyrus Griffin       | Virginia          | 28 novembre 1789       | 14 dicembre 1810        |
| Samuel Hitchcock    | Vermont           | 3 settembre 1793       | 20 febbraio 1801        |
| Francis Hopkinson   | Pennsylvania      | 26 settembre 1789      | 9 maggio 1791           |
| Harry Innes         | Kentucky          | 26 settembre 1789      | 20 settembre 1816       |
| John Laurance       | New York          | 6 maggio 1794          | 8 novembre 1796         |
| Richard Law         | Connecticut       | 26 settembre 1789      | 26 gennaio 1806         |
| William Lewis       | Pennsylvania      | 14 luglio 1791         | 4 gennaio 1792          |
| John Lowell         | Massachusetts     | 26 settembre 1789      | 20 febbraio 1801        |
| Henry Marchant      | Rhode Island      | 3 luglio 1790          | 30 agosto 1796          |
| John McNairy        | Tennessee         | 20 febbraio 1797       | 1º settembre 1833       |
| Robert Morris       | New Jersey        | 28 agosto 1790         | 2 giugno 1815           |
| William Paca        | Maryland          | 22 dicembre 1789       | 13 ottobre 1799         |
| Nathaniel Pendleton | Georgia           | 26 settembre 1789      | 1º settembre 1796       |
| Richard Peters      | Pennsylvania      | 12 gennaio 1792        | 22 agosto 1828          |
| John Pickering      | New Hampshire     | 11 febbraio 1795       | 12 marzo 1804           |
| David Sewal         | Maine             | 26 settembre 1789      | 9 gennaio 1818          |
| John Sitgreaves     | Carolina del Nord | 20 dicembre 1790       | 4 marzo 1802            |
| John Stokes         | Carolina del Nord | 3 agosto 1790          | 12 ottobre 1790         |
| John Sullivan       | New Hampshire     | 26 settembre 1789      | 23 gennaio 1795         |
| Robert Troup        | New York          | 12 dicembre 1796       | 4 aprile 1798           |

### Emendamenti costituzionali
Il Congresso approvò velocemente 12 emendamenti alla Costituzione già il 25 settembre 1789, stabilendo specifiche garanzie costituzionali di libertà e diritti personali, chiari limiti al potere del governo in ambito di procedimenti giudiziari e in altri ambiti e dichiarando esplicitamente che tutti i poteri non espressamente delegati al Congresso dalla Costituzione sono riservati agli Stati federati o al principio di sovranità popolare; infine li sottoposero ai parlamenti statali per la ratifica. L'approvazione venne guidata da James Madison il quale si era precedente opposto a ogni modifica costituzionale; ma sperò in tal maniera d'impedire riforme di ben più ampia portata, facendo approvare il proprio pacchetto di emendamenti; con il sostegno del presidente, mise insieme una serie di proposte relativamente consensuali che furono approvate da tutti gli schieramenti. Il Congresso approvò il pacchetto di emendamenti, in gran parte basati sulle proposte di Madison, anche se alcune proposte di Madison non furono adottate.
Nonostante alcuni anti-federalisti le dileggiavano e richiedevano invece una nuova assemblea costituente federale, dieci delle dodici proposte furono ratificate dal numero richiesto di Stati (undici) al 15 dicembre 1791, e divennero quindi gli emendamenti dal I al X della Costituzione; collettivamente sono conosciuti come la Carta dei Diritti (Bill of Rights). Uno dei due emendamenti non ratificato nel 1791 venne ratificato il 7 maggio 1992, diventando così il XXVII emendamento; l'altro - l'emendamento per la modifica della ripartizione del Congresso - è tecnicamente ancora in attesa di ratifica.
- I emendamento: garantisce la terzietà della legge rispetto al culto e l'esercizio della libertà religiosa, nonché la libertà di parola e la libertà di stampa, il diritto di riunirsi pacificamente; infine il diritto di appellarsi al governo per correggere gli eventuali torti subiti.
- II emendamento: garantisce il diritto di possedere un'arma per la difesa personale.
- III emendamento: impone restrizioni all'acquartieramento di truppe in abitazioni private senza il consenso del proprietario, proibendolo in tempo di pace e sottoponendolo a riserva di legge in tempo di guerra.
- IV emendamento: proibisce il mandato d'arresto senza una valida ragione.
- V emendamento: stabilisce garanzie di procedura giudiziaria.
- VI emendamento: in qualsiasi procedimento penale l'imputato gode del diritto a un equo processo rapido e pubblico, a essere giudicato da un grand jury imparziale dello Stato e del distretto in cui il crimine è stato commesso e di essere informato preventivamente sulla natura e la causa dell'accusa; di essere confrontato con i testimoni a lui contrari; di avere un procedimento obbligatorio per ottenere testimoni a suo favore e infine di avere l'assistenza di un difensore personale.
- VII emendamento: codifica il diritto a un processo con giuria in alcuni casi civili e impedisce ai tribunali di rovesciare le constatazioni di fatto di una giuria.
- VIII emendamento: vieta di imporre cauzioni esorbitanti e ammende eccessive e di fare ricorso a pene crudeli e inusitate.
- IX emendamento: affronta i diritti, conservati dal popolo, che non sono specificatamente enumerati nella Costituzione.
- X emendamento: esprime il principio del federalismo e dei diritti di autonomia degli Stati federati affermando che il governo federale possiede solo quei poteri a lui delegati espressamente dalla Costituzione; tutti i restanti poteri sono riservati agli Stati o alle singole persone.

Il 4 marzo 1794, in risposta alla sentenza "Chisholm contro Georgia", il Congresso approvò un ulteriore emendamento che chiariva il potere giudiziario sugli stranieri e limitava la possibilità dei cittadini di citare in giudizio i singoli Stati nei tribunali federali e applicando la legge federale, e lo sottopose ai parlamenti statali per la ratifica; l'XI emendamento fu ratificato dal numero di Stati allora richiesto, dodici, il 7 febbraio 1795, entrando in tal modo a far parte della Costituzione.

La bandiera degli Stati Uniti d'America a 13 stelle (Betsy Ross flag) adottata nel 1789, ma in uso già a partire dal 1777

### Stati aderenti all'Unione
- Delaware (1°) - dal 7 dicembre 1787, dalla precedente Colonia del Delaware;
- Pennsylvania (2°) - dal 12 dicembre 1787, dalla precedente Provincia di Pennsylvania;
- New Jersey (3°) - dal 18 dicembre 1787, dalla precedente Provincia del New Jersey;
- Georgia (4°) - dal 2 gennaio 1788, dalla precedente Provincia della Georgia;
- Connecticut (5°) - dal 9 gennaio 1788, dalla precedente Colonia del Connecticut;
- Massachusetts (6°) - dal 6 febbraio 1788, dalla precedente Provincia della Massachusetts Bay;
- Maryland (7°) - dal 28 aprile 1788, dalla precedente Provincia del Maryland;
- Carolina del Sud (8°) - dal 23 maggio 1788, dalla precedente Provincia della Carolina del Sud;
- New York (9°) - dal 21 giugno 1788, dalla precedente Provincia di New York;
- Virginia (10°) - dal 25 giugno 1788, dalla precedente Colonia della Virginia;
- New Hampshire (11°) - dal 26 luglio 1788, dalla precedente Provincia del New Hampshire.

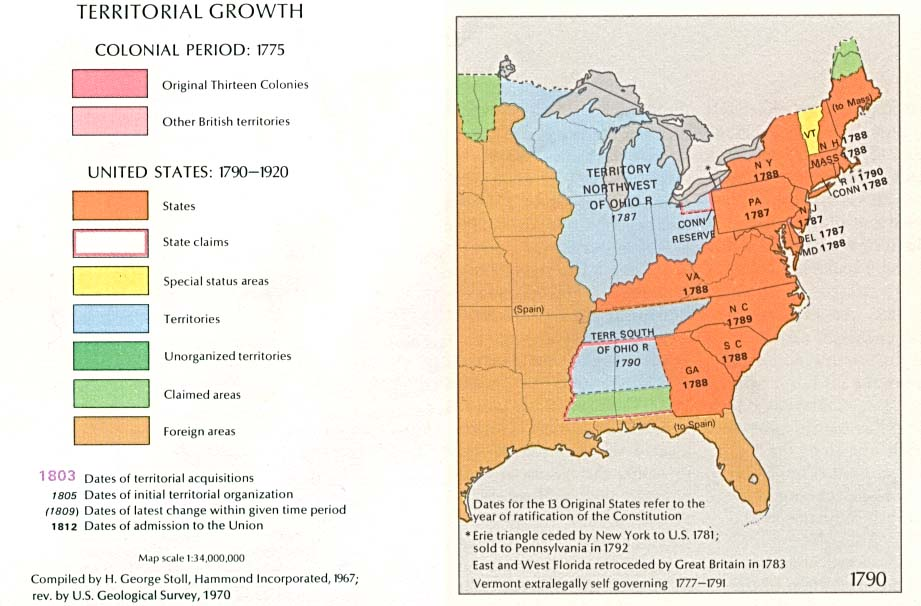
Gli Stati Uniti nel 1790 (in arancio) con i territori corrispondenti (in azzurro).

Quando il 4 marzo 1789 le istituzioni federali iniziarono a funzionare, due delle ex Tredici colonie non erano ancora state ammesse come Stati federati poiché non avevano completato la ratifica della Costituzione. Entrambe lo fecero mentre Washington era in carica, entrando così nella nuova Unione:
- Carolina del Nord (12°) - dal 21 novembre 1789[83], dalla precedente Provincia della Carolina del Nord;
- Rhode Island (13°) - dal 29 maggio 1790[84], dalla precedente Colonia di Rhode Island e delle Piantagioni di Providence.

La bandiera degli Stati Uniti d'America a 15 stelle (Star-Spangled Banner) adottata a partire dal 1795.

Tre nuovi Stati furono ammessi all'Unione mentre Washington si trovava in carica:
- Vermont (14°) - dal 4 marzo 1791[85], rispettivamente dalla precedente Provincia di New York, dalla Provincia del New Hampshire e dalla Repubblica del Vermont.

Il Vermont si era dichiarato repubblica indipendente il 17 gennaio 1777 durante la prima fase della guerra d'indipendenza americana; tuttavia il suo territorio era rivendicato dallo Stato di New York. Solo quando New York fu indotto a rinunciare alle sue pretese in cambio di un indennizzo di 30.000 dollari, fu possibile ottenere la costituzione in Stato del Vermont;
- Kentucky (15°) - dal 1º giugno 1792[87], dalla Virginia (la Contea di Kentucky).

Il Kentucky è uno dei tre Stati che si formarono per divisione da altri Stati già esistenti (assieme al Maine e alla Virginia Occidentale, quest'ultima durante la presidenza di Abraham Lincoln). L'Assemblea Generale della Virginia adottò il 18 dicembre 1789 una legge che separò il suo "Distretto del Kentucky" dal resto dello Stato e ne approvò la Costituzione statale;
- Tennessee (16°) - dal 1º giugno 1796[88], rispettivamente dalla Provincia della Carolina del Nord e dal Territorio del Sud-ovest.

Il Tennessee fu il primo Stato creato da un precedente territorio, il Territorio del Sud-ovest a sud del fiume Ohio; in precedenza, ciò che sarebbe diventato il Tennessee era stato parte della Carolina del Nord.

### Residenze presidenziali e viaggi
Il presidente visse in tre edifici governativi differenti nel corso dei propri mandati;
| Residenza e città | Residenza e città                                  | Arco di tempo                     | Note |
| ----------------- | -------------------------------------------------- | --------------------------------- | --- |
|                   | Samuel Osgood House 3 Cherry Street New York.      | 23 aprile 1789 – 23 febbraio 1790 | Il Congresso prese in affitto l'abitazione da Samuel Osgood per una somma di 845 dollari all'anno. |
|                   | Alexander Macomb House 39–41 Broadway New York.    | 23 febbraio 1790 – 20 agosto 1790 | La "famiglia del presidente" si trasferì in questa casa più grande e maggiormente comoda quando l'Ufficiale francese Elénor-François-Elie, Conte de Moustier se ne tornò in patria.                                                             |
|                   | President's House 524-30 Market Street Filadelfia. | 27 novembre 1790 – 10 marzo 1797  | Il presidente, proprietario di nove schiavi, eluse la legge di abolizione graduale della schiavitù (An Act for the Gradual Abolition of Slavery) della Pennsylvania facendoli spostare a intermittenza tra Filadelfia e Mount Vernon (Virginia) |

Washington effettuò tre viaggi importanti in tutto il paese; il primo fu quello attraverso la Nuova Inghilterra nel 1789, il secondo nel Rhode Island e New York nel 1790, e il terzo negli Stati del Sud nel 1791. I suoi obiettivi principali erano di istruirsi sul "carattere principale e le specificità interne" delle diverse regioni del paese, così come di incontrare "persone ben informate, che avrebbero potuto dare utili informazioni e consigli su argomenti politici", oltre che per conoscere l'opinione popolare sui più svariati problemi.

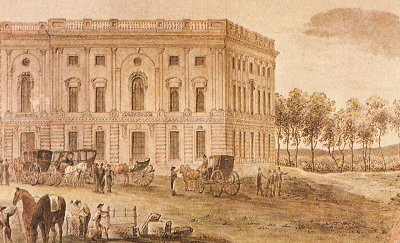
Il Campidoglio nel 1800

Poiché proveniva dal Sud, decise che il suo primo viaggio sarebbe stato al Nord. La sua prima tappa fu a New Haven, nel Connecticut. Da qui partì per attraversare il Massachusetts sulla strada per Boston, ove una grande fanfara lo accolse festosamente. Viaggiò quindi verso Nord, fermandosi a Marblehead e a Salem. Circa una settimana dopo essere stato a Boston si diresse ancora verso Nord toccando Portsmouth nel New Hampshire, per poi fare ritorno a New York, fermandosi a Waltham e a Lexington. Il tour si rivelò essere un vero e proprio successo, che servì a consolidare la sua popolarità e a rinfrancarne la salute fisica. Dopo la ratifica della Costituzione da parte del Rhode Island nel 1790, il presidente fece un altro giro per visitarlo. Insieme a Jefferson e all'allora governatore di New York George Clinton, si fermò per la prima volta a Newport, per poi recarsi a Providence. Il 22 agosto 1790 tornò quindi a New York.
Nel 1791 partì per il suo terzo viaggio, questa volta a Sud, in gran parte per promuovere l'unità nazionale scossa dai tumulti prodotti dal severo piano economico di Hamilton, così come dalla tematica nascente sulla questione della schiavitù; il tour iniziò il 20 marzo, quando Washington con l'accompagnamento di un ristretto drappello di aiutanti personali, si mise in navigazione lungo il fiume Severn nel Maryland. Dopo aver superato una violenta tempesta, arrivarono ad Annapolis. Da qui si recò a Mount Vernon e subito dopo a Colchester in Virginia e a Richmond; andò poi a Petersburg e a Emporia. Lasciata la Virginia si diresse verso la contea di Craven nella Carolina del Nord e poi a New Bern; l'ultima tappa nella Carolina settentrionale fu Wilmington, per arrivare a Georgetown prima e a Charleston nella Carolina del Sud subito dopo.

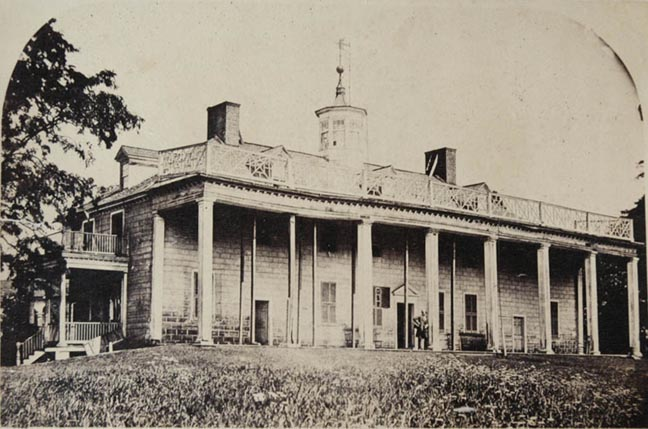
L'abitazione privata presidenziale di Mount Vernon nel 1850 circa.

Dopo la Carolina del Sud arrivò in Georgia, visitando anche Augusta. Verso la fine di maggio cominciò il ritorno, fermandosi in molti siti di guerra della Rivoluzione. L'11 luglio il corteo arrivò all'abitazione privata del presidente a Mount Vernon.

### Il primo veto
Washington esercitò il suo potere di veto presidenziale per la prima volta il 5 aprile 1792 per bloccare una legge sulla redistribuzione dei seggi alla Camera dei Rappresentanti, in una maniera che Washington considerava incostituzionale. Dopo aver tentato invano di scavalcare il veto, il Congresso rapidamente approvò una nuova legge che Washington controfirmò il 14 aprile.

## Affari interni

### Selezione di una capitale permanente
Il progetto di costruire una sede permanente delle istituzioni federali era un tema già discusso più volte, ma il Congresso continentale non riuscì mai a concordare su un sito specifico a causa delle tensioni tra varie aree della nazione. Fino ad allora New York era stata una sorta di "capitale temporanea" dal 1785, ma non era considerata una soluzione stabile. Nel frattempo la città aveva eseguito numerosi lavori in preparazione di accogliere gli organismi federali appena creati, ad esempio il vecchio municipio fu ristrutturato dall'architetto Pierre L'Enfant trasformandolo nella Federal Hall.
La Costituzione appena promulgata non diceva espressamente in quale luogo si sarebbe dovuta insediare la capitale permanente; l'interesse per diventare la capitale crebbe poiché ci si rendeva conto dei benefici economici e del prestigio che ne sarebbe derivato. Molti fattori, sia pratici sia ideologici, entrarono in gioco. Si misero in moto svariate manovre da parte di variegate coalizioni interstatali che si formavano e scioglievano a un ritmo quasi quotidiano, mentre proseguiva il dibattito al Congresso. Furono avanzate più di 30 proposte, tra cui la Hudson Valley, Trenton (New Jersey); Wilmington (Delaware); Baltimora; Norfolk (Virginia) oltre a diverse altre località della Pennsylvania. Nel 1789 le candidature si erano ristrette a tre: un'area fiancheggiante il fiume Potomac vicino a Georgetown; una presso il Susquehanna vicino a "Wrights Ferry" (l'attuale Columbia (Pennsylvania)) e l'ultima sulle rive del fiume Delaware nei pressi di Germantown. La seconda e la terza, ubicate in Pennsylvania, giunsero quasi all'approvazione da parte del Congresso; ma le divisioni tra i due senatori della Pennsylvania e le abili manovre di James Madison protrassero il dibattito al 1790.
Washington, Jefferson e lo stesso Madison sostenevano una capitale permanente posta sul Potomac; Hamilton invece appoggiava la scelta di una capitale provvisoria a New York e un'altra permanente a Trenton. Allo stesso tempo, il progetto di finanza pubblica di Hamilton, che prevedeva che governo federale si assumesse i debiti contratti dai singoli Stati nella guerra d'indipendenza americana, non riusciva ad ottenere consenso sufficiente. Il presidente, comprendendo che Hamilton aveva bisogno dei voti del Sud per l'approvazione del suo progetto e consapevole che la capitale lungo il Potomac non si sarebbe mai potuta realizzare senza un ulteriore appoggio del Nord, sfruttò l'opportunità offerta da un incontro con Hamilton per organizzare una cena informale con esponenti di entrambe le parti in cui si sarebbe potuto discutere intorno a un "comune accordo". Il patto successivamente raggiunto e noto come il Compromesso del 1790 aprì la strada per l'approvazione, a luglio di quello stesso anno, della legge sulla capitale (Residence Act). Questa trasferì la capitale federale a Filadelfia per dieci anni, mentre nel frattempo si sarebbe costruita una capitale permanente lungo il Potomac. Il piano di Hamilton di assunzione dei debiti divenne legge a sua volta (Funding Act).
Il Residence Act diede al presidente la prerogativa di selezionare un sito specifico lungo il corso del Potomac per costruirvi la sede delle istituzioni federali; lo autorizzò anche a nominare tre commissari per una prima indagine sul terreno e l'eventuale acquisizione di proprietà per la città federale. Washington annunciò l'avvenuta selezione il 24 gennaio 1791 e contemporaneamente iniziò la pianificazione urbana. Il presidente soprintese personalmente i lavori fino al termine del suo doppio mandato; nel settembre 1791 i commissari scelsero come nome della nascente città il cognome del presidente stesso, Washington, e il territorio in cui si trovava "Distretto di Columbia": "Columbia" era un termine poetico per "Stati Uniti" in voga al tempo.
I lavori per la costruzione della Casa Bianca (allora chiamata President House) presero avvio nel 1792. Il presidente pose la pietra angolare per il Campidoglio (allora chiamato Congress Palace) il 18 settembre 1793. John Adams, il secondo presidente, vi si trasferì nel novembre del 1800; in quello stesso mese il Congresso tenne la sua prima sessione nel nuovo Campidoglio. A febbraio 1801 venne approvata la legge District of Columbia Organic Act che istituì il "Distretto di Columbia" in conformità con la Costituzione e nominando il Congresso sua autorità esclusiva.

### Legge sui dazi del 1789
Una delle questioni più urgenti che dovette affrontare il primo Congresso nella sua sessione inaugurale fu quella di aumentare le entrate da destinare al Governo federale. Poiché una imposta diretta era politicamente irrealizzabile al tempo, ci si orientò verso i dazi doganali quale principale fonte di finanziamento; questi avrebbero anche avuto un ruolo protezionista a favore della nascente manifattura statunitense, aumentando il costo della merce importata, molta della quale proveniente dalla Gran Bretagna. Ognuna delle regioni in campo cercò di assicurarsi le migliori condizioni per i propri interessi. Poiché il governo federale non sarebbe stato in grado di pagare gli stipendi dei suoi funzionari senza l'approvazione di una nuova legge, i membri del Congresso erano spinti a raggiungere al più presto un compromesso. A luglio 1789 fu approvata la legge sui dazi, che Washington controfirmò; essa creò un'imposta unica sulle merci trasportate da navi straniere, stabilendo anche un'imposta, molto minore, sulle merci trasportate da navi di proprietà statunitense. I dazi stabiliti da questo e da successive leggi avrebbero per lungo tempo costituito la grande maggioranza delle entrate federali; oltre l'87% di esse, tra il 1789 e il 1800, provennero dal dazio sulle importazioni.
Per consentire al governo federale di riscuotere i dazi, il Congresso approvò anche la legge sulla raccolta della tassazione del 1789 che istituiva lo United States Customs Service, cioè il corpo delle dogane, e i relativi scali portuali d'ingresso designati allo scopo. Un anno dopo fu istituito lo United States Revenue Cutter Service, un corpo di polizia del mare dotato di dieci cutter appositamente costruiti (i First ten Revenue Service cutters) con il compito di far rispettare le leggi sui dazi e sul commercio e per impedire il contrabbando. Fino alla creazione del Dipartimento della Marina nel 1798, questo corpo fu l'unica forza armata della neonata nazione sui mari; rinominato un secolo dopo come Revenue Cutter Service, fu fuso con lo United States Life Saving Service nel 1915 per formare la Guardia costiera.

### Programma economico di Hamilton
Subito dopo l'approvazione della legge sui dazi, diversi progetti furono presi in considerazione per risolvere i problemi legati ai debiti accumulati, ma nessuno fu in grado di ottenere sufficiente consenso. Nel settembre del 1789, in mancanza di una soluzione in vista e all'approssimarsi della chiusura invernale del Congresso, questo chiese a Hamilton di preparare un rapporto sulle finanze pubbliche.
Nel suo rapporto, Hamilton stimò che i governi statali e federali avessero complessivamente un debito di 79 milioni di dollari; prevedeva che le entrate annuali del governo federale si sarebbero attestate a 2,8 milioni di dollari. Prendendo spunto da idee esposte da Robert Morris e da altri, Hamilton propose il piano economico più ambizioso e ampio mai avanzato negli Stati Uniti prima di allora, chiedendo che il governo federale si assumesse il debito pubblico degli Stati e la contemporanea massiccia emissione di titoli obbligazionari. Hamilton riteneva che tali misure avrebbero risolto le difficoltà del sistema economico nazionale, assicurato una quantità di denaro stabile e adeguata, e reso più facile per il governo federale attingere al prestito in caso di emergenze, come una guerra. Propose anche il riscatto al valore nominale delle obbligazioni emesse dal Congresso continentale durante la rivoluzione americana, stabilendo il precedente che il governo avrebbe garantito il valore dei propri titoli di credito. La proposta si attirò l'opposizione di Madison, riluttante a concedere un premio agli speculatori che avevano acquistato molte delle obbligazioni a un prezzo molto inferiore al loro valore nominale, dopo la guerra della rivoluzione.
Le delegazioni parlamentari di Virginia, Maryland e Georgia, Stati che avevano pochi debiti o nessuno, e i cui cittadini sarebbero però stati chiamati a rimborsare il debito degli altri Stati, erano recalcitranti ad approvare il programma di Hamilton. Molti all'interno del Congresso sostennero che il piano andasse oltre alle prerogative costituzionali assegnate all'esecutivo. James Madison era il principale oppositore all'approvazione del programma. Altri ancora sostennero che occorresse lasciare i debiti ai singoli Stati e che gli Stati Uniti dovessero rifiutarsi di pagarli. Il presidente appoggiava il progetto di Hamilton, ma evitò di farsi coinvolgere nel dibattito; nel frattempo alla Camera dei Rappresentanti l'opposizione montò. La questione venne a intrecciarsi con il dibattito simultaneo inerente al sito su cui far sorgere la capitale federale. Nell'accordo di compromesso del 1790 il piano di Hamilton fu adottato come Funding Act, con diversi membri del Congresso del Sud votarono a favore in cambio di una capitale situata sul Potomac.
Più tardi, sempre nel 1790, Hamilton espresse un'altra serie di raccomandazioni nel suo secondo rapporto sulle finanze pubbliche; esso richiedeva l'istituzione di una banca centrale e di un'accisa sugli alcolici distillati. Una banca centrale avrebbe fornito il credito necessario alle nascenti industrie, avrebbe avuto il ruolo di depositaria dei fondi governativi e di supervisore di una valuta nazionale. In seguito a queste proposte, il Congresso approvò la legge sulla banca, istituendo la prima banca degli Stati Uniti d'America. Madison e il Procuratore generale Edmund Randolph premevano su Washington perché ponesse il veto alla legge con la motivazione che si trattava di un'estensione incostituzionale dell'autorità federale. Il presidente, avendo dieci giorni di tempo per decidere, inviò le loro obiezioni a Hamilton per avere la sua opinione. Hamilton rispose convincendo Washington che la Costituzione concedeva al Congresso il potere di creare una banca nazionale. Affermò anche che la Costituzione attribuiva anche poteri impliciti oltre a quelli espressi esplicitamente, e che il funzionamento delle istituzioni federali si sarebbe bloccato se non ci si fosse reso conto di ciò e agito di conseguenza. Dopo aver ricevuto la lettera di risposta, pur continuando a nutrire qualche dubbio, il presidente controfirmò la legge la sera stessa.
Nel 1792 venne approvata la legge sul conio, che istituiva la zecca (l'United States Mint) e il dollaro statunitense, e regolando la monetazione federale. Lo storico Samuel Eliot Morison descrive il rapporto sulle finanze di Hamilton del 1790 come a "Jefferson contro Hamilton"; il primo temeva che la creazione di un istituto bancario federale avrebbe condotto a disuguaglianze politiche, economiche e sociali, con gli interessi finanziari del Nord a dominare la società americana esattamente come l'aristocrazia dominava il sistema sociale europeo.
Nel dicembre del 1791 il segretario al Tesoro pubblicò un "Rapporto sulle manifatture", che raccomandava numerose misure per proteggere il commercio e l'industria statunitensi e per aumentare la ricchezza nazionale, per indurre l'immigrazione di artigiani, incentivare l'invenzione di nuovi macchinari, impiegare donne e bambini. Hamilton chiese inoltre lavori pubblici sotto la supervisione federale, l'istituzione di fabbriche di munizioni statali e sussidi per quelle private, l'imposizione di dazi protezionisti.
Sebbene il Congresso avesse approvato gran parte delle precedenti proposte di Hamilton, queste ultime non vennero recepite nemmeno nel Nord più industrializzato, poiché gli armatori continuavano a privilegiare il libero scambio. Anche queste proposte furono ritenute incostituzionali da più parti e gli avversari come Jefferson temevano che l'ampia interpretazione di Hamilton sulla cosiddetta "clausola necessaria e corretta" avrebbe concesso al Congresso il potere di legiferare praticamente su qualsiasi argomento.
Nel 1792, con il loro rapporto personale ormai rovinato, Jefferson tentò invano di convincere ancora il presidente a rimuovere Hamilton dall'incarico; ma Washington sosteneva gran parte delle idee del proprio segretario al tesoro, convinto che esse avevano contribuito a riportare la stabilità sociale ed economica. La divergenza sulle proposte di Hamilton produsse anche la rottura tra Washington e Madison, uno dei principali e più importanti alleati del presidente al Congresso nel primo anno di mandato di Washington. Gli avversari di Hamilton e dell'amministrazione in carica (il Partito anti-amministrativo) riuscirono a conquistare diversi seggi al Congresso alle elezioni del 1792. A questo punto Hamilton non ebbe più speranze di trovare una maggioranza al Congresso per l'approvazione delle sue proposte.

### Whiskey Rebellion
Nonostante i dazi introdotti dalla legge del 1790, le entrate federali erano insufficienti, soprattutto a causa dell'assunzione dei debiti dei singoli Stati federati, prevista dalla legge sui finanziamenti (Funding Act). Nel dicembre del 1790 il Segretario al tesoro Alexander Hamilton ritenne che le tariffe doganali non potessero più essere aumentate. Propose quindi l'introduzione di un'accisa federale sulle bevande alcoliche distillate; questa sarebbe stata la prima tassa diretta su un bene non importato. Sebbene le imposte fossero politicamente impopolari, sia Hamilton sia Madison ritenevano che quella sul whisky fosse una "tassa sul lusso" e quindi assai più tollerabile, soprattutto rispetto a una sulla proprietà immobiliare.. La misura ottenne anche il sostegno di alcuni attivisti sociali che speravano che una "tassa sul peccato" avrebbe contribuito a sensibilizzare l'opinione pubblica sugli effetti dannosi dell'alcol. La Distilled Spirits Duties Act, comunemente nota come Whiskey Act, divenne legge il 3 marzo 1791 per entrare in vigore dal 1º giugno seguente.

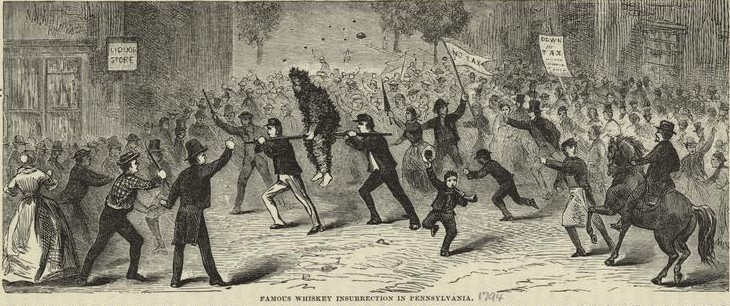
Illustrazione ritraente l'"insurrezione del whisky"

La nuova tassa sul whisky fu ferocemente osteggiata dai coloni dell'Ovest fin dall'approvazione; gli agricoltori occidentali ritenevano che fosse ingiusta e discriminatoria. Quando il corso inferiore del fiume Mississippi era rimasto chiuso alle imbarcazioni statunitensi per quasi un decennio a causa della guerra, i contadini della Pennsylvania occidentale erano stati costretti a trasformare il loro grano in whisky. La decisa riduzione di volume risultante dalla distillazione del grano in whisky abbassò notevolmente il costo di trasporto verso la costa orientale, maggiormente popolata, unico mercato per i loro raccolti. A metà del 1794 il governo federale iniziò a contrastare l'aggiramento della legge.
I primi colpi di fucile furono esplosi all'"Oliver Miller Homestead", nell'attuale South Park a circa dieci miglia a sud di Pittsburgh; nella "frontiera" si assisté ad azioni di resistenza spontanea, tra cui il furto della posta e il blocco dei procedimenti giudiziari, fino a giungere alla minaccia di prendere d'assalto Pittsburgh.
Il 15 luglio 1794 un drappello di militanti anti-accise circondò la casa dell'esattore John Neville, un ex ufficiale militare amico personale del presidente; questi rispose sparando e uccidendo un militante. Il giorno successivo, un altro scontro a fuoco tra militanti anti-accise e soldati federali causò altri morti. Washington, allarmato da quella che appariva un'insurrezione armata, chiese al suo gabinetto opinioni scritte su come affrontare la crisi. La maggior parte dei capi dipartimento raccomandò l'uso della forza; solamente il segretario di Stato Edmund Randolph spinse per una soluzione pacifica. Il presidente mise in atto entrambe le proposte: mandò emissari a incontrare i ribelli e nel medesimo tempo ordinò l'invio di truppe di soldati nella Pennsylvania occidentale.

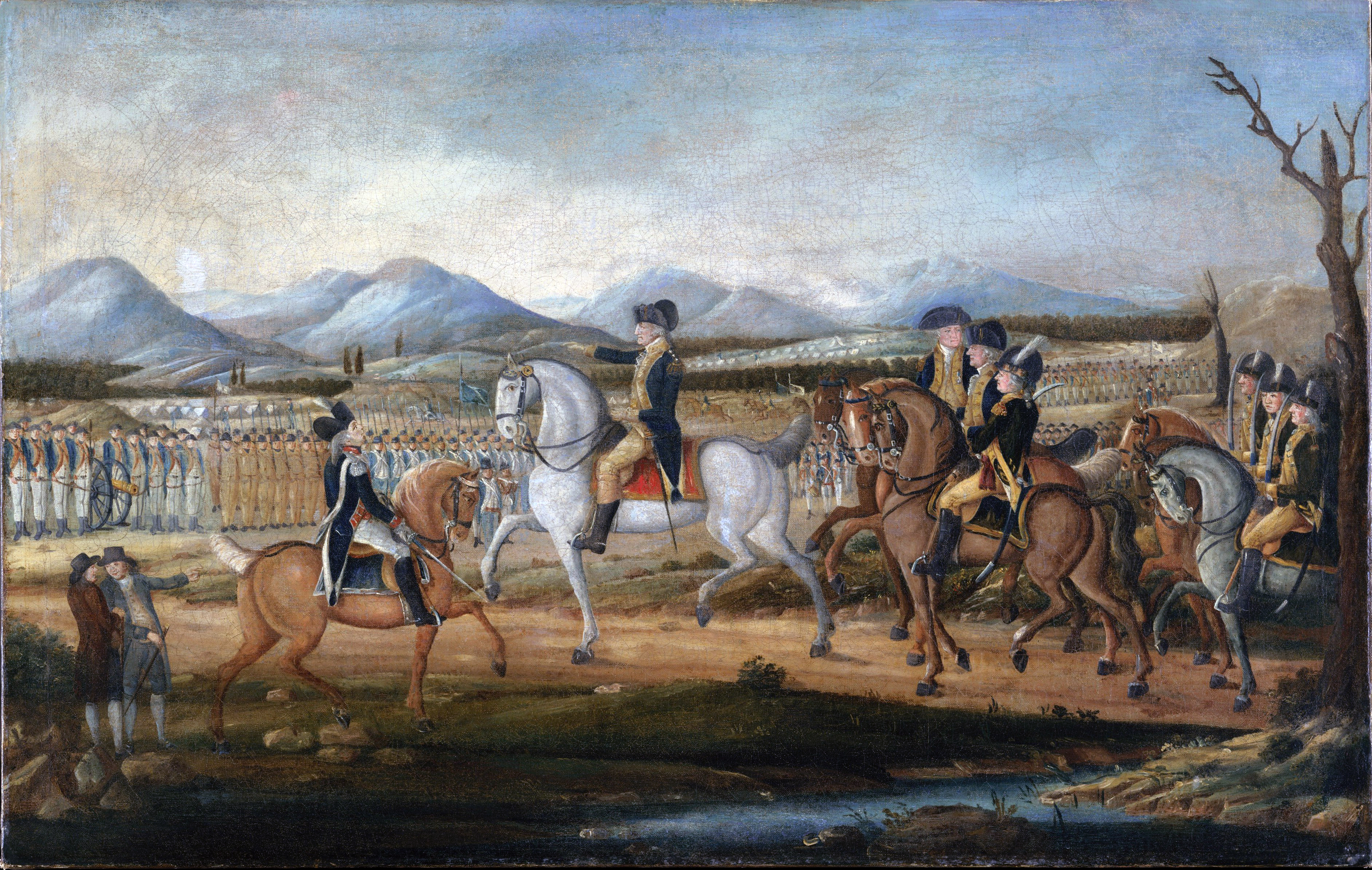
Il presidente al comando delle truppe per sedare la Whiskey Rebellion

Quando il rapporto degli emissari raccomandò l'utilizzo dell'esercito per far rispettare le leggi Washington invocò la legge sulle milizie del 1792 per formare milizie in Pennsylvania, Virginia e diversi altri Stati; i governatori misero a disposizione i soldati e il presidente in persona si pose come loro comandante in capo.
Washington comandava una forza composta da 13.000 uomini, grosso modo delle stesse dimensioni dell'Esercito Continentale che aveva durante la guerra d'indipendenza americana; sotto la guida del presidente, di Hamilton e di Henry Lee III le milizie si radunarono a Harrisburg per poi dirigersi verso Monongahela a ottobre. L'insurrezione si sgonfiò rapidamente, con pochi episodi violenti. Gli uomini arrestati con l'accusa di ribellione furono imprigionati e uno di loro morì in carcere, mentre altri due furono condannati per tradimento e condannati alla pena di morte per impiccagione; più tardi Washington concesse la grazia a tutti i coinvolti restanti.
La repressione della ribellione del whisky fu accolta dall'approvazione popolare. Era la prima volta in cui il governo aveva trovato un'opposizione armata; attraverso una dimostrazione evidente dell'autorità federale il presidente stabilì il principio per cui la legge federale è la suprema legge della nazione. La risposta delle istituzioni alla ribellione fu quindi considerata da Washington e dal suo gabinetto un successo, opinione generalmente condivisa dagli storici.

### Sviluppo dei partiti politici

La coccarda bianca e nera utilizzata dal Partito Federalista

All'inizio, Jefferson e Hamilton ebbero un rapporto di lavoro amichevole; pur non essendo vicini, raramente giunsero al punto di scontrarsi nel corso del primo anno di mandato presidenziale. Ciò nonostante le profonde divergenze ideologiche causarono presto un'inevitabile spaccatura che si aggravò sempre di più. Hamilton riteneva che un utilizzo vigoroso del potere esecutivo del governo federale fosse essenziale per costruire la nuova nazione; sosteneva anche che "un'economia di commerci fiorente avrebbe seminato opportunità di buona riuscita per tutti, avendo come risultato persone più filantropiche, istruite e intraprendenti". Al contrario, secondo Jefferson il governo centrale rappresentava ed era "semplicemente un'altra forma di tirannide di stile europeo in attesa di mettersi in pratica"; egli invece idealizzava i contadini yeoman, poiché essi "controllavano i loro destini", e anche una forma repubblicana la quale, appoggiandoli, avrebbe permesso di mantenere "vivo quel sacro fuoco della libertà personale e della virtù". Tali divergenze ebbero la loro più chiara espressione con il dibattito sull'istituzione di una Banca centrale.
Mentre si creava una frattura sempre più profonda tra sostenitori e critici delle politiche assunte da Hamilton in materia economica, la coppia Jefferson-Madison cercò di contrastare l'influenza di un giornale allineato al fronte governativo: la Gazette of the United States. Convinsero quindi il poeta nazionalista Philip Freneau a fondare la National Gazette. Questa rappresentò il dibattito sulla politica nazionale non più come una polemica tra federalisti e anti-federalisti, bensì come uno scontro tra aristocratici e repubblicani. Per la fine del 1792, gli osservatori politici notavano l'emergere di due schieramenti partitici. Nel maggio di quell'anno lo stesso Hamilton scriveva: "Il signor Madison che collabora con il signor Jefferson è a capo di una fazione decisamente ostile a me e alla mia amministrazione". Il presidente tentò come poté di alleviare la tensione crescente tra Jefferson e Hamilton, e di impedire una divisione di due partiti della politica nazionale, ma già alla fine del 1792 la rivalità tra Jefferson e i suoi e Hamilton era insanabile. La fazione rimasta fedele a Hamilton divenne presto nota come "federalista"; mentre i suoi oppositori si autodefinirono "repubblicani" (spesso indicato oggi come Partito Democratico-Repubblicano per evitare confusione con il più recente Partito Repubblicano). I principali esponenti di entrambi i gruppi, ma soprattutto i federalisti, rimasero sempre riluttanti a chiamare la propria fazione come un partito politico.

Il tricolore bianco, rosso e blu simbolo del Partito Democratico-Repubblicano.

Nondimeno i primi blocchi di voto distinti e coerenti presero a emergere già con l'inaugurazione del terzo Congresso; i seguaci di Jefferson risultarono essere subito la rappresentanza più forte del Sud e molti tra i suoi esponenti erano ricchi proprietari di schiavi; questi finirono con l'attrarre al Nord la nascente media borghesia, cioè artigiani, agricoltori e mercanti desiderosi di sfidare il potere dell'élite locale. I federalisti di contro trovarono un più ampio sostegno nella Nuova Inghilterra della costa Nord-orientale, ma in altri luoghi anch'essi avevano la propria base elettorale nei mercanti benestanti e nei proprietari terrieri.
Mentre la politica economica risultò essere il fattore all'origine della crescente divisione in fazioni, preso anche le questioni di politica estera contribuirono alle divisioni. Sebbene la maggior parte degli americani avesse appoggiato la rivoluzione francese prima dell'esecuzione di Luigi XVI, alcuni dei seguaci di Hamilton iniziarono a temere l'egualitarismo radicale sorto in terra francese e che si faceva sempre più violento. Washington temeva in particolar modo l'ingresso britannico a sostegno del fronte antirivoluzionario, poiché la simpatia verso i francesi e l'odio per gli inglesi avrebbero spinto gli Stati Uniti a prendere parte alle guerre rivoluzionarie francesi, portando alla rovina l'economia nazionale.
Nel 1793, subito dopo l'entrata in guerra dell'impero britannico, si costituirono diverse "società democratico-repubblicane". Queste, incentrate sul ceto medio di diverse città a nord-est, si opponevano alle politiche di Hamilton e sostenevano i rivoluzionari francesi; i conservatori di contro presero a temerle in quanto populiste alla ricerca di un sommovimento sociale. In quello stesso anno gli inglesi iniziarono ad attaccare le navi statunitensi che commerciavano con la Francia, ravvivando il sentimento anti-britannico. Mentre Washington continuò a cercare la pace con gli inglesi, i critici più accesi iniziarono ad attaccare Washington.
Dopo aver represso la ribellione del whiskey il presidente accusò pubblicamente le società democratico-repubblicane per la rivolta; a questo punto Jefferson cominciò a considerare Washington come "il capo di un partito" piuttosto che "il capo di una nazione". I seguaci di Hamilton, che formarono il Partito Federalista, si dichiararono entusiasti delle parole del presidente e il partito stesso cercò di presentarsi come il più vicino a Washington. L'approvazione del trattato di Jay infiammò ulteriormente la lotta tra fazioni, provocando un indurimento delle divisioni tra i due partiti. Per la fine del biennio 1795-96, ogni campagna elettorale, che fosse federale, statale o locale, si conduceva seguendo divisioni tra i due partiti, anche se le problematiche locali continuarono a influenzare le elezioni e le affiliazioni di partito rimasero instabili.

### Leggi sugli schiavi
Nel 1790 la Pennsylvania Abolition Society, la prima organizzazione abolizionista, s'impegnò in una campagna di pressione senza precedenti per abolire la schiavitù; la campagna incontrò un'intensa opposizione da parte della maggior parte dei congressisti del Sud, che bloccarono ogni tentativo di abolire un'istituzione fondamentale per la loro economia di piantagione. A seguito di un dibattito conflittuale, i principali esponenti del Congresso accantonarono le proposte presentate senza metterle ai voti, creando un precedente per cui il Congresso avrebbe sempre evitato di discutere la questione della schiavitù. Il Congresso approvò due leggi sulla schiavitù durante la presidenza di Washington: il Fugitive Slave Act del 1793 rese un crimine federale aiutare uno schiavo in fuga e stabilì le procedure legali con cui gli schiavi fuggitivi sarebbero stati restituiti ai loro proprietari; e la Slave Trade Act del 1794, che limitava il coinvolgimento degli Stati Uniti nel trasporto di schiavi vietandone l'esportazione.

### Guerra indiana del Nord-Ovest
In seguito all'ordinanza sulla terra del 1785, i coloni iniziarono a spostarsi liberamente verso Ovest oltre i monti Allegani e quindi all'interno delle terre occupate dai nativi americani; a seguito della guerra d'indipendenza americana nel 1787 l'impero britannico ne aveva ceduto il controllo ai nuovi Stati Uniti (Territorio del nord-ovest). Subito i coloni incontrarono la resistenza fiera e spesso violenta da parte di una confederazione di tribù. Nel 1789, prima che Washington entrasse in carica, fu stipulato un accordo, il trattato di Fort Harmar, che però non ebbe gli effetti sperati e, l'anno seguente, Washington ordinò che l'esercito facesse rispettare la sovranità statunitense. Il Segretario alla Guerra Henry Knox ordinò al Brigadier generale Josiah Harmar d'intraprendere una vasta offensiva contro gli "indiani" Shawnee e Miami Algonchini residenti nella regione; nell'ottobre del 1790 i suoi 1.453 soldati vennero radunati vicino all'odierna Fort Wayne nell'Indiana. Harmar impiegò solamente 400 dei propri uomini, posti sotto il comando del colonnello John Hardin, per attaccare una forza indiana composta da circa 1.100 guerrieri, che sconfissero facilmente gli uomini di Hardin, uccidendo almeno 129 soldati.

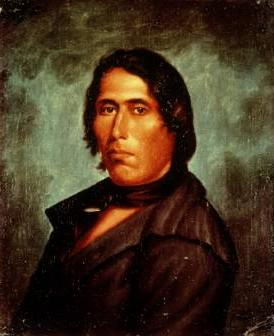
Un ritratto di Tecumseh

Determinato a vendicare la sconfitta il presidente ordinò quindi al maggiore generale Arthur St. Clair, che fungeva da governatore del territorio, di mettere in opera una risposta vigorosa entro il terzo trimestre del 1791. Dopo aver avuto notevoli difficoltà nel reperire uomini e rifornimenti, finalmente St. Clair fu pronto; all'alba del 4 novembre la sua truppa mal addestrata e accompagnata da circa 200 volontari raccolti dal campo dei coloni, si trovava accampata vicino all'odierna località di Fort Recovery nell'Ohio. Tutt'attorno al loro campo vennero installate delle assai scarse difese. Una forza indiana composta di circa 2.000 guerrieri condotti da Piccola Tartaruga, Giacca Blu e Tecumseh colpì con rapide e travolgenti incursioni, paralizzando dalla paura gli statunitensi e superando il perimetro di difesa. L'armata di St. Clair fu quasi completamente annientata nel corso dello scontro protrattosi per 3 ore; il tasso delle vittime statunitensi fu del 69% (632 su 920 soldati e ufficiali) più 264 feriti. Quasi tutti gli altri 200 volontari furono massacrati, portando il totale dei morti alla stima di 832.

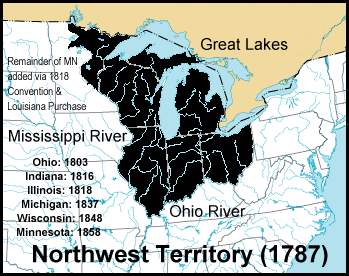
Il vecchio Territorio del nord-ovest; la versione del 1792 includeva anche una striscia lungo il confine settentrionale dello Stato di New York

I funzionari britannici dell'Alto Canada rimasero soddisfatti nell'apprendere dello strepitoso successo conseguito dagli indiani, che avevano sostenuto armandoli per anni; nel 1792 il tenente generale e primo governatore dell'Ontario John Graves Simcoe propose che l'intero territorio, oltre a una striscia di confine dello Stato di New York e del Vermont, venisse costituito come uno "Stato indiano di barriera". Se da un lato il governo di Sua Maestà non raccolse la proposta, dall'altro informò Washington che non aveva intenzione di cedere i fortini del Nord-ovest rimasti sotto la sua giurisdizione, anche se gli Stati Uniti avessero pagato i debiti giunti a scadenza; inoltre all'inizio del 1794 gli inglesi si misero a costruire una nuova guarnigione lungo le sponde del fiume Maumee, Fort Miami, per mostrare la loro presenza e l'appoggio alla resistenza indiana.
Oltraggiato dalla notizia della sconfitta, Washington esortò il Congresso a creare un esercito in grado di condurre un'offensiva contro la Confederazione indiana; il Congresso approvò la legge nel marzo del 1792 stabilendo ulteriori reggimenti (la "legione statunitense"), aggiungendo arruolamenti triennali e aumentando la paga militare. Il mese seguente il Congresso condusse un'indagine per accertare le responsabilità della sconfitta: fu la prima indagine speciale svolta dal Congresso dopo l'approvazione della Costituzione federale. In seguito vennero approvate le leggi sulla milizia del 1792; la prima autorizzò Washington a chiamare a raccolta le milizie dei vari Stati, mentre la seconda richiese che ogni cittadino maschio bianco americano, libero e robusto e di età compresa tra i 18 e i 45 anni si dovesse arruolare nelle milizie dello Stato in cui risiedeva.
Successivamente il presidente mise il generale Anthony Wayne al comando della Legione ordinandogli di avviare una nuova spedizione offensiva contro la Confederazione. Questi trascorse i mesi successivi addestrando le reclute a Legionville (l'attuale Baden), con esercitazioni di abilità militare, tattiche di guerra forestale e regole disciplinari; infine guidò le truppe così disposte a ovest. Verso la fine del 1793 la Legione iniziò la costruzione di Fort Recovery nel luogo della sconfitta di St. Clair; tra il 30 giugno e il 1º luglio lo difese con successo da un attacco indiano condotto da Piccola Tartaruga.

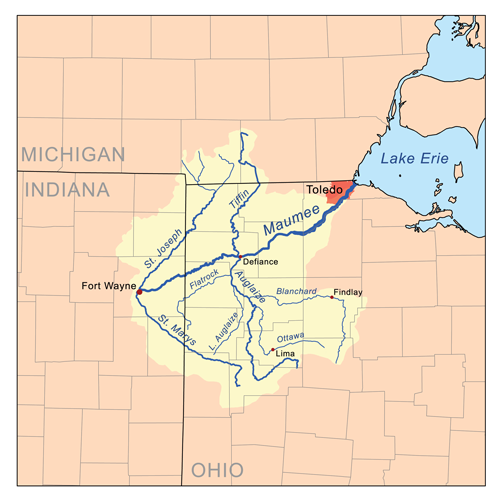
Mappa del bacino del fiume Maumee, che sfocia nel Lago Erie

Cominciando a prendere l'iniziativa, le legioni marciarono in direzione Nord attraverso la foresta e una volta raggiunta la confluenza dei fiumi Auglaize e Maumee, una settantina di km a sud-ovest di Fort Miami, l'8 agosto iniziarono la costruzione di Fort Defiance nell'odierno Ohio, una palizzata con bastioni. Qui propose ai nativi americani la pace, che fu però respinta. I soldati di Wayne avanzarono allora verso Fort Miami e il 20 agosto si scontrarono con le forze confederate indiane guidate dal capo Giacca Blu, in quella che divenne nota come battaglia di Fallen Timbers; il primo assalto alla legione ebbe successo, ma questa poté raggrupparsi rapidamente e passare all'attacco alla baionetta. La cavalleria riuscì ad aggirare i guerrieri nativi, che furono facilmente sbaragliati. Fuggendo verso Fort Miami si sorpresero di trovare i cancelli chiusi contro di loro: il comandante britannico si rifiutò difatti di assisterli, non volendo iniziare un'altra guerra contro gli Stati Uniti. L'esercito di Wayne riuscì così a ottenere una vittoria decisiva; prima di ritirarsi i soldati trascorsero diversi giorni a distruggere i villaggi e le vicine colture indiane.
Con i vecchi alleati che chiusero loro la porta in faccia, la resistenza dei nativi collassò rapidamente. I delegati delle varie tribù confederate, 1.130 persone in totale, si riunirono per una conferenza di pace nel giugno 1795 nell'attuale Greenville (Ohio); essa durò per sei settimane producendo il trattato di Greenville, firmato il 3 agosto, tra le tribù indiane e i 15 rappresentanti dei bianchi americani.

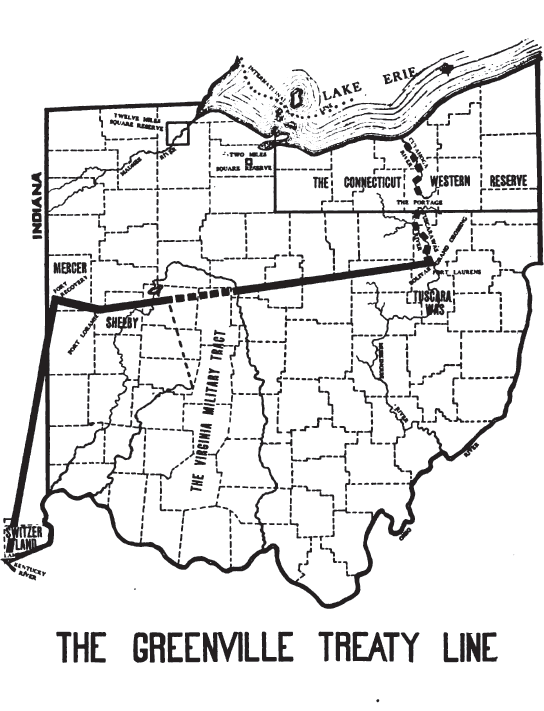
La linea di confine e separazione tra indiani e coloni bianchi attraverso l'Ohio e l'Indiana determinata con il trattato di Greenville

Secondo i termini del trattato, i nativi avrebbero dovuto cedere la maggior parte di quello che è oggi il territorio dell'Ohio per lasciare il posto agli insediamenti dei coloni, riconoscere la sovranità statunitense (piuttosto che quella inglese) nella sua qualità di potenza dominante nella regione e infine consegnare dieci capitribù come ostaggi fino alla restituzione di tutti i prigionieri bianchi. Quest'accordo, insieme al recente trattato di Jay siglato con l'impero britannico, che prevedeva il ritiro degli inglesi dai fortini pre-rivoluzionari della regione che non erano ancora stati ceduti, contribuì significativamente a consolidare il controllo statunitense in tutto il Territorio del nord-ovest.

## Politica estera

### Rivoluzione francese

#### Dibattiti pubblici
Con l'assalto e la presa della Bastiglia il 14 luglio 1789 iniziò la Rivoluzione francese.
La popolazione statunitense, ricordando ancora assai bene l'aiuto francese ricevuto nel corso della guerra d'indipendenza americana, fu in larga parte entusiasta e sperò in riforme democratiche che avrebbero rinsaldato la presente alleanza franco-americana, trasformando in tal maniera la Francia in alleata del repubblicanesimo, in contrasto con i britannici aristocratici e monarchici.

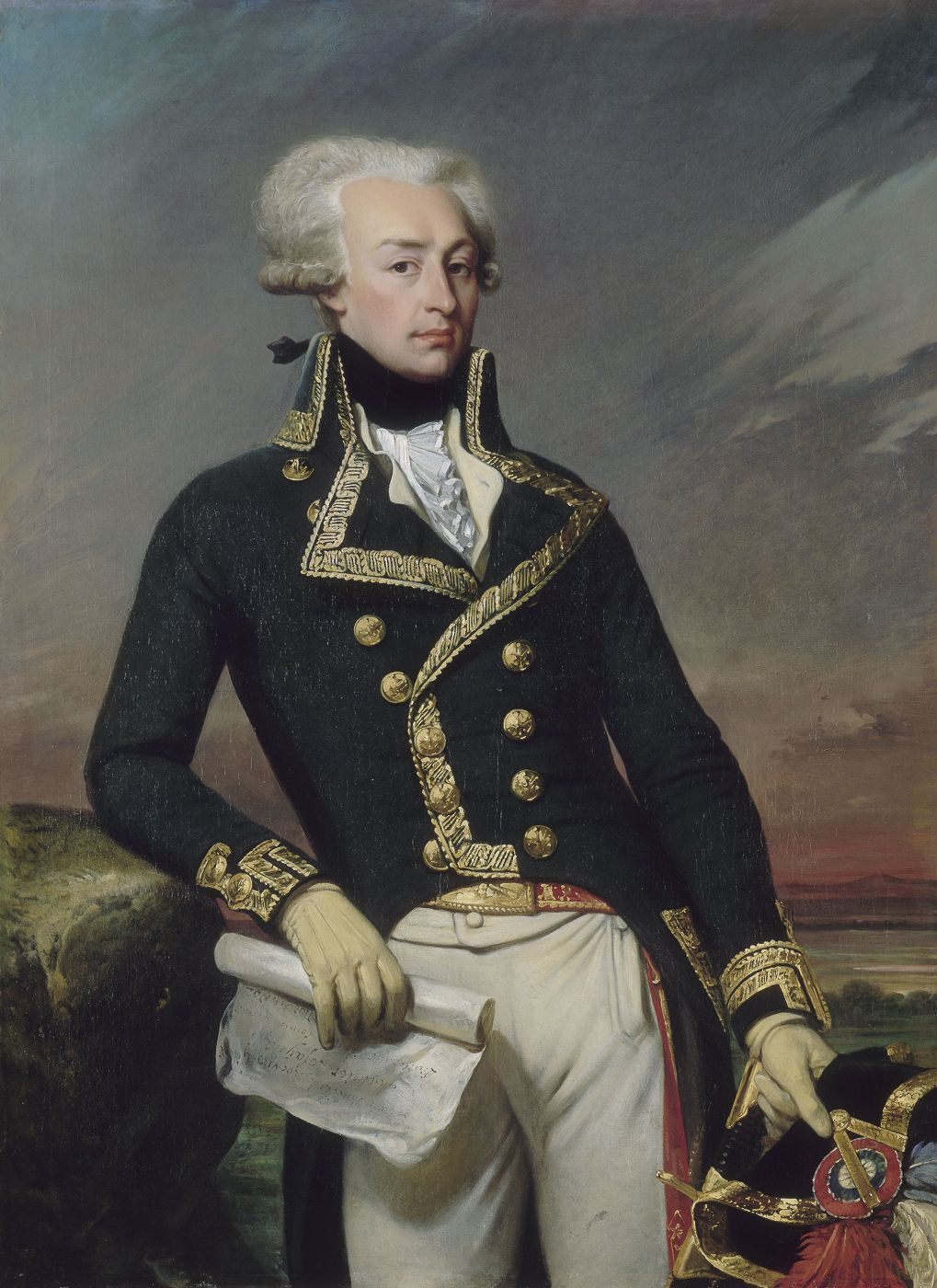
Il marchese Gilbert du Motier de La Fayette durante la guerra d'indipendenza americana si rivelò di valido aiuto con il suo contingente francese inviato appositamente oltreoceano

Poco dopo la caduta della Bastiglia la chiave principale della prigione venne consegnata al marchese Gilbert du Motier de La Fayette, uno dei tanti militari francesi che aveva servito sotto Washington negli anni 1780-1787; in un'espressione di ottimismo riguardo alle possibilità di un pieno successo rivoluzionario egli inviò la chiave proprio al primo presidente d'oltreoceano, il quale orgogliosamente la espose bene in vista nello studio della sua residenza esecutiva.
Nei Caraibi la rivoluzione investì la colonia francese di Saint-Domingue - l'odierna Haiti - tanto da dividere la dirigenza locale in fazioni monarchiche e rivoluzionarie, e incitando la popolazione a sollevarsi per chiedere i diritti civili per se stessi; percependo un'opportunità di libertà gli schiavi neri nel nord dell'isola organizzarono una ribellione iniziata il 22 agosto 1791. La rivoluzione haitiana ebbe successo e portò alla creazione del secondo paese indipendente delle Americhe (dopo gli Stati Uniti) e il primo a maggioranza nera al mondo. Poco dopo la rivoluzione haitiana, la presidenza Washington, dietro richiesta francese, accettò d'inviare armi, denaro e provviste in aiuto ai coloni europei possessori di schiavi; molti proprietari di schiavi del Sud degli Stati Uniti, ascoltando i resoconti dei francesi che fuggivano da Haiti, pensarono che se la sollevazione di schiavi a Haiti fosse riuscita, essa avrebbe potuto propagarsi agli Stati Uniti. Gli aiuti portati dagli statunitensi all'ex-colonia di Saint-Domingue rientrarono nei rimborsi dei prestiti di guerra concessi dai francesi durante la rivoluzione americana, e si stimarono in 400 000 dollari e un migliaio di pezzi di armamenti.
Nel frattempo tra il 1790 e il 1794 la rivoluzione in Francia prese una direzione sempre più radicale con l'arrivo al potere dei giacobini. Nel 1792 il governo rivoluzionario dichiarò guerra a diverse nazioni europee - tra cui il Regno di Gran Bretagna - conducendo così alla Prima coalizione; un'ondata di sanguinosi massacri si diffuse a Parigi e in altre città verso la fine dell'estate (i massacri di settembre), con oltre un migliaio di morti. Il 21 settembre fu proclamata la Prima Repubblica francese e il deposto Luigi XVI di Francia fu ghigliottinato il 21 gennaio 1793. Seguì quindi un periodo etichettato da alcuni storici come il "Regime del Terrore", tra l'estate del 1793 e la fine di luglio del 1794, durante il quale furono comminate 16.594 condanne alla pena di morte contro coloro che furono accusati di essere "nemici della rivoluzione". Tra questi giustiziati si trovavano anche molte persone che avevano prestato il proprio soccorso ai ribelli americani nel corso della guerra d'indipendenza, come l'ammiraglio Charles Henri d'Estaing. Lafayette, che venne in un primo tempo nominato comandante in capo della Guardia nazionale francese subito dopo l'assalto alla Bastiglia, fu costretto a fuggire finendo per essere fatto prigioniero in territorio austriaco; mentre Thomas Paine, arrivato in Francia per aiutare i rivoluzionari, fu imprigionato nella capitale francese in quanto autore di un pamphlet sedizioso.
Negli Stati Uniti il dibattito politico sorto sulla natura della rivoluzione esacerbò le divisioni preesistenti e portò alla divisione della classe dirigente tra filo-francesi o filo-britannici. Thomas Jefferson diventò il principale esponente della prima fazione, che celebrava gli ideali rivoluzionari repubblicani; Alexander Hamilton guidò invece la fazione che guardava alla rivoluzione con scetticismo e cercava di preservare i legami commerciali esistenti con gli inglesi. Quando giunse la notizia che la nuova Francia aveva dichiarato guerra ai britannici, il dubbio maggiore era se gli Stati Uniti dovessero entrare in guerra a fianco dei francesi; Jefferson e i suoi sostenitori volevano aiutare i francesi, Hamilton e i suoi seguaci proponevano invece di rimanere neutrali. Jefferson accusò Hamilton, ma anche il vicepresidente John Adams e perfino Washington, di essere "amici degli inglesi", "monarchici" e "avversari dei valori del repubblicanesimo che erano cari a tutti gli americani". I seguaci di Hamilton a loro volta avvertirono che i repubblicani di Jefferson avrebbero replicato gli orrori rivoluzionari francesi in terra americana: "il governo della folla è del tutto simile all'anarchia e conduce alla distruzione di ogni ordine e grado sia nel governo sia nell'intera società!".

#### Neutralità americana
Sebbene il presidente Washington, che credeva che gli Stati Uniti fossero ancora troppo deboli e instabili per avventurarsi a combattere un'altra guerra contro le grandi potenze europee, desiderasse evitare tutti gli imprevisti possibili con gli stranieri, una parte considerevole dell'opinione pubblica si dimostrava pronta a sostenere i francesi e la loro lotta per la Liberté, Égalité, Fraternité.

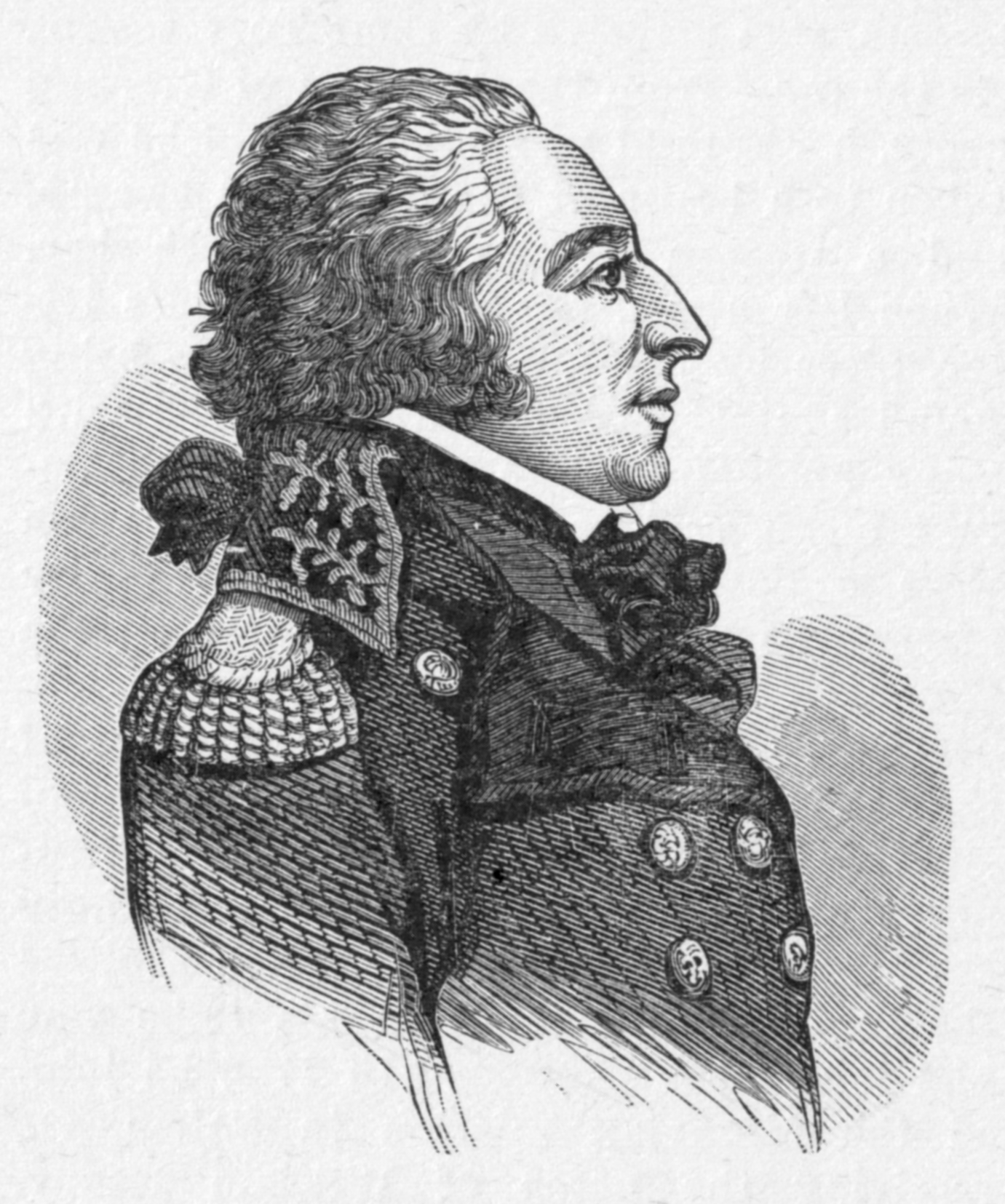
Ritratto a stampa del "cittadino" Edmond-Charles Genêt

Nei giorni immediatamente successivi all'inaugurazione del secondo mandato di Washington, il governo rivoluzionario francese inviò il diplomatico Edmond-Charles Genêt in America; la sua missione consisteva nell'aumentare il consenso statunitense verso la causa francese. Egli emise lettere di corsa che davano a navi statunitensi in modo che potessero catturare navi mercantili inglesi; cercò anche di rivolgere il sentimento popolare verso il coinvolgimento statunitense nella guerra della Francia contro il Regno Unito creando una rete di "Società democratico-repubblicane" nelle principali città.
Washington rimase però profondamente irritato da questa "ingerenza sovversiva" e quando Genêt permise a una nave da guerra finanziata dai francesi di salpare da Filadelfia, contravvenendo così agli ordini giunti direttamente dal presidente, questi chiese che il diplomatico venisse richiamato in patria. In quel lasso di tempo tuttavia la rivoluzione aveva cominciato ad adottare un approccio sempre più violento, tanto che lo stesso Genêt sarebbe finito giustiziato se fosse tornato in Francia. Fece pertanto appello a Washington il quale gli permise di rimanere, diventando così il primo rifugiato politico a cercare asilo negli Stati Uniti. Nel corso del caso Genêt il presidente, dopo aver consultato il proprio gabinetto, emise il 22 aprile 1793 un proclama di neutralità; in esso dichiarava che gli Stati Uniti erano neutrali nel conflitto in corso tra Francia e Gran Bretagna. Minacciava inoltre seri procedimenti giudiziari a carico di qualsiasi americano che avesse fornito assistenza a uno dei paesi in guerra. Alla fine Washington riconobbe che voler sostenere l'una o l'altra delle parti costituiva una falsa dicotomia, era possibile invece non appoggiare nessuna delle due nazioni, proteggendo gli Stati Uniti da rischi inutili.
L'opinione pubblica ebbe reazioni contrastanti nei riguardi del proclama; i seguaci di Madison e Jefferson erano propensi ad appoggiare la rivoluzione, in quanto la vedevano come un'opportunità per una nazione di conseguire la libertà da un dominio tirannico assolutista. Invece, molti mercanti erano estremamente felici che il presidente avesse alla fine deciso di rimanere neutrale. Credevano che se il governo avesse preso una posizione netta nella guerra, ciò avrebbe rovinato le loro relazioni commerciali con gli inglesi. Questa ragione economica fu quella principale per molti sostenitori federalisti, che volevano evitare l'espandersi di un conflitto con i britannici. Hamilton sostenne il Proclama, difendendolo sia nelle riunioni di governo sia sulla stampa sotto lo pseudonimo di "Pacificus"; egli incoraggiò Washington a emanare il proclama, ricordandogli la necessità di "proseguire nella via della pace, il cui desiderio si può dire sia universale sia ardente.

### Relazioni con l'impero britannico

#### Sequestri navali e rappresaglie economiche
Con l'entrata in guerra con la Francia, la Royal Navy britannica incominciò a intercettare navi di paesi terzi dirette in Francia. I francesi erano a quei tempi grandi importatori di generi alimentari americani; gli inglesi speravano di costringerli alla resa bloccando gli approvvigionamenti. Nel novembre del 1793 il Regno Unito allargò la portata del blocco, includendovi anche le navi che commerciavano con le Antille francesi, comprese quelle statunitensi. Al marzo successivo oltre 250 imbarcazioni mercantili degli Stati Uniti erano state sequestrate; questo provocò negli Stati Uniti un'ondata di proteste anti-britanniche. Molti dei seguaci di Jefferson al Congresso reclamarono una formale dichiarazione di guerra; mentre James Madison richiese una dura rappresaglia economica, compreso un embargo sul commercio con i britannici.
A infiammare ulteriormente il sentimento anti-inglese al Congresso, giunse la notizia che il Governatore generale del Canada Guy Carleton aveva pronunziato un discorso incendiario che incitava i nativi americani nel Territorio del nord-ovest a schierarsi contro gli Stati Uniti.
Il Congresso rispose a questi "oltraggi" promulgando un embargo di un mese (dal 26 marzo al 26 aprile 1794) su tutte le spedizioni, straniere e interne, nei porti del paese. Nel frattempo il governo britannico aveva emesso un provvedimento che attenuava la risoluzione adottata a novembre; questo parziale cambiamento di rotta non fece scomparire il desiderio di rappresaglia da parte americana, ma in qualche modo servì a raffreddare gli animi. L'embargo fu prolungato di un mese, ma poi si decise di farlo decadere. Raccogliendo il cambio di atteggiamento degli inglesi, Washington mandò il Presidente della Corte suprema John Jay come inviato speciale nel Regno Unito per evitare la guerra. Questa nomina provocò le ire di Jefferson; sebbene confermata con un ampio margine dal Senato (18 voti a favore contro 8) il dibattito sull'incarico fu molto acceso.
Mentre la "Clausola di ineleggibilità" dell'Articolo I, Sezione 6 della Costituzione proibisce alle persone che hanno una carica federale o nella giustizia di essere anche membro del Congresso, non vi è incompatibilità tra incarichi nel ramo esecutivo e in quello giudiziario. Oltre a John Jay, anche altri presidenti della Corte come Oliver Ellsworth e John Marshall avrebbero poi avuto doppi incarichi - uno esecutivo e uno giudiziario - nei primi decenni di esistenza della nazione. Più recentemente, il giudice associato della Corte suprema Robert Houghwout Jackson fu nominato a capo dell'organo degli Stati Uniti che costituì l'accusa contro la Germania nazista nel processo di Norimberga del 1945-46, mentre il presidente della Corte suprema Earl Warren fu scelto da Lyndon B. Johnson per presiedere la Commissione Warren nel 1964, che indagò sull'assassinio di John Fitzgerald Kennedy.

#### Il trattato di Jay
Hamilton diede istruzioni a Jay di chiedere ai britannici un risarcimento per il sequestro delle navi e un chiarimento delle regole che i britannici seguivano nel catturare navi di paesi neutrali; doveva anche insistere sull'abbandono da parte britannica delle fortificazioni nel Territorio del nord-ovest. In cambio gli Stati Uniti avrebbero garantito il pagamento dei debiti pre-rivoluzionari verso commercianti e sudditi britannici. Hamilton chiese anche a Jay, se possibile, di indagare su un accesso per le navi statunitensi alle Indie occidentali britanniche.

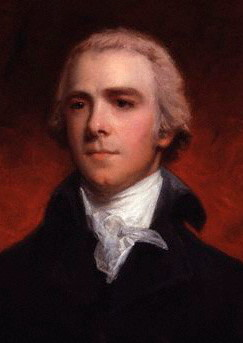
William Wyndham Grenville, I barone Grenville, Segretario di Stato per gli affari esteri e del Commonwealth, negoziò con John Jay il trattato di Jay

Assieme al Segretario di Stato Grenville Jay iniziò le trattative il 30 luglio 1794; il trattato che ne fu il frutto, dopo alcune settimane, fu comunemente chiamato trattato di Jay: nelle parole del diplomatico si trattò di un risultato "equanime e giusto". Entrambe le parti raggiunsero molti obiettivi, diverse questioni erano invece demandate al giudizio di arbitrati. Gli inglesi ottennero che gli Stati Uniti rimanessero neutrali e che si rafforzassero i legami economici. Gli statunitensi garantirono anche un migliore trattamento alle importazioni britanniche; in cambio il Regno Unito accettò di evacuare i propri fortini, che avrebbero dovuto essere già sgomberati nel 1783. Acconsentì inoltre di aprire i porti delle Indie occidentali alle navi americane di più piccolo cabotaggio, di permettere alle imbarcazioni minori di continuare gli scambi con le Antille francesi e di istituire una commissione che avrebbe giudicato le rivendicazioni degli Stati Uniti per le navi allora sotto sequestro della Royal Navy e le rivendicazioni britanniche per i debiti contratti prima del 1775. Il trattato tuttavia non conteneva né un compromesso sulle requisizioni di navi né dichiarazioni sui diritti dei marinai delle navi stesse, per cui fu poi costituita una commissione per risolvere queste questioni e anche quella del confine a Nord.

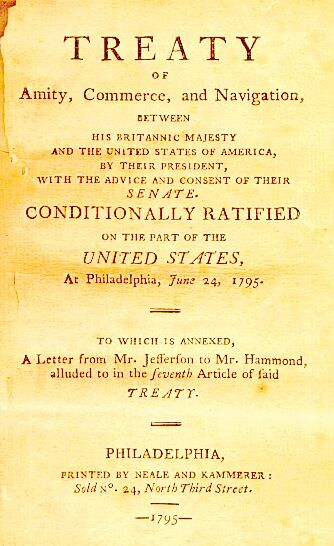
Prima pagina del trattato di Jay stipulato nel 1795

Una volta arrivato a Filadelfia nel marzo del 1795, Washington, che aveva dubbi sui termini dell'accordo, mantenne il contenuto riservato fino a giugno, quando una sessione speciale del Senato era convocata per il dibattito e il voto sul trattato. Peter Trubowitz scrive che nel corso di questi mesi Washington ebbe a che fare con un "dilemma strategico": "Se avesse appoggiato il trattato, rischiava di distruggere il fragile governo dall'interno a causa dell'ostilità tra le due fazioni: se invece lo avesse accantonato per zittire i suoi detrattori politici, ci sarebbe stata probabilmente una guerra con la Gran Bretagna, che aveva il grave potenziale di distruggere il governo dall'esterno". Il trattato fu presentato l'8 giugno; il dibattito sui suoi 27 articoli fu condotto in sessioni segrete e durò più di due settimane; i senatori seguaci di Jefferson, che intendevano spingere i britannici sull'orlo della guerra, lo attaccarono descrivendolo un insulto al prestigio degli Stati Uniti e un ripudio del trattato d'alleanza franco-americano del 1778. Aaron Burr discusse punto per punto le motivazioni secondo cui l'intero trattato avrebbe dovuto essere rinegoziato. Il 24 giugno il Senato lo approvò con 20 voti a favore e 10 contro, esattamente la maggioranza qualificata dei due terzi necessaria per la ratifica.
Sebbene il Senato sperasse di tenerne segreto il trattato fino alla sua ratifica, o meno, da parte di Washington, esso arrivò per vie traverse a un direttore di giornale di Filadelfia che lo stampò per intero il 30 giugno. In pochissimi giorni tutto il paese ne venne a conoscenza e, secondo le parole dell'autore Samuel Morison: "un urlo di rabbia salì unanime dicendo che Jay aveva tradito il proprio paese". La reazione fu maggiormente negativa al Sud. La stragrande maggioranza dei proprietari di piantagioni avevano debiti pre-rivoluzione verso gli inglesi, e che ora non avrebbero potuto reclamare gli schiavi che erano scappati presso gli inglesi durante la guerra della rivoluzione, lo considerarono una "grande indegnità". Per questo, i Federalisti perdettero molti consensi tra i proprietari schiavisti del sud. Tra le proteste, organizzate dai Democratico-Repubblicani, vi erano petizioni, libelli incendiari e una serie di riunioni pubbliche tenutesi nelle maggiori città, ognuna delle quali concluse i lavori inviando un memoriale al presidente. Mentre si intensificavano le proteste da parte degli oppositori al trattato, la posizione di Washington, inizialmente neutrale, si mutò in una solidamente a favore del trattato; contribuì a questo l'analisi di Hamilton e i suoi oltre venti articoli di giornale che ne mettevano in luce i pregi. I britannici, per favorire la firma del trattato, consegnarono una lettera in cui si rivelava che Randolph aveva ricevuto denaro dai francesi. Randolph fu costretto alle dimissioni dagli altri ministri; la sua opposizione al trattato non ebbe più alcun peso.
Vi fu una pausa temporanea nelle polemiche quando Washington firmò il trattato, il 24 agosto 1795. I Federalisti continuarono la loro campagna a favore del trattato. L'anno seguente tuttavia la questione ritornò a galla quando la Camera dei rappresentanti s'inserì nel dibattito; questa volta la discussione non riguardò solamente i meriti del trattato, ma anche la questione se la Camera avesse o meno il potere secondo la Costituzione di rifiutare di stanziare il denaro necessario per un trattato già ratificato dal Senato e controfirmato dal presidente. Citando la propria autorità sancita dalla Costituzionale (articolo I, sezione 7 delle "clausole originarie") in materia di finanza pubblica, la Camera richiese a Washington di consegnarle tutti i documenti relativi ai negoziati, comprese le sue istruzioni date a Jay, tutta la corrispondenza e gli altri documenti relativi; il presidente si rifiutò invocando ciò che in seguito divenne noto come "privilegio dell'esecutivo" e insistendo sul fatto che la Camera non aveva l'autorità costituzionale per bloccare gli accordi internazionali. Ne seguì un dibattito conflittuale durante il quale gli oppositori più violenti a Washington alla Camera si spinsero a chiedere una messa in stato d'accusa del presidente. In questa fase, Washington rispose usando il proprio prestigio, capacità politiche, e del potere dell'incarico in una maniera diretta e trasparente con il fine di aumentare il sostegno del pubblico alla sua posizione..
Alla fine il 30 aprile 1796 la Camera approvò i necessari finanziamenti con un voto di 51 contro 48. I seguaci di Jefferson portarono i temi della loro azione contro al trattato nella campagna elettorale per le elezioni del 1796, sia statali sia federali, che sancirono l'avvenuta creazione di due fazioni o partiti.
Il trattato spinse gli Stati Uniti lontano dalla Francia e più vicino al Regno Unito; il Direttorio francese dichiarò che esso violava il precedente accordo franco-americano del 1778 e che il governo d'oltreoceano l'aveva accettato nonostante lo schiacciante sentimento popolare contrario. Fu la premessa di una serie di conflitti diplomatici e politici nei quattro anni seguenti, culminando in quella che divenne nota come quasi-guerra. Il trattato di Jay contribuì anche a garantire il pieno controllo americano delle proprie terre di frontiera; dopo la sua firma infatti gli inglesi ritirarono il loro appoggio a diverse tribù di nativi, mentre da parte sua l'impero spagnolo - temendo che il patto segnalasse la nascita di un'alleanza anglo-americana - cercarono di accordarsi a loro volta pacificamente con gli Stati Uniti sulle questioni inerenti ai confini meridionali.

### Pirati barbareschi
Al termine della guerra d'indipendenza americana le imbarcazioni della Continental Navy erano state gradualmente dismesse e gli equipaggi sciolti; la fregata USS Alliance, che aveva sparato gli ultimi colpi della guerra nel 1783, fu anche l'ultima nave della Marina a essere in servizio attivo, ma la carenza di fondi per le riparazioni e la manutenzione - unito a un cambio delle priorità nazionali - alla fine prevalse sui sentimenti: fu venduta nell'agosto del 1785 dal Congresso continentale e la Marina fu dissolta. In quello stesso periodo le navi mercantili statunitensi presenti nel Mar Mediterraneo Occidentale e nell'Oceano Atlantico Sud-orientale incominciarono ad avere problemi dovuti ai corsari barbareschi che operavano partendo dai porti lungo la costa dei cosiddetti Stati barbareschi del Nordafrica: Algeri, Tripoli e Tunisi. Nel 1784-85 le navi pirata algerine abbordarono due navi da trasporto merci statunitensi (la Maria e la Dauphin), sequestrando i loro equipaggi a scopo di riscatto. Thomas Jefferson, allora ambasciatore nel Regno di Francia, suggerì la creazione di una forza navale statunitense appositamente adibita alla protezione dei navigli nell'area mediterranea; le sue raccomandazioni vennero però inizialmente accolte con indifferenza, così come le successive espresse da John Jay, che propose la costruzione di cinque navi da guerra da 40 cannoni. A partire dalla fine del 1786 la Marinha Portuguesa cominciò ad impedire alle navi algerine di entrare nell'Atlantico attraverso lo stretto di Gibilterra; questo fornì una temporanea protezione anche alle navi mercantili statunitensi.
La pirateria contro le navi mercantili statunitensi non era un problema prima del 1776, in quanto le navi delle Tredici colonie erano protette da navi da guerra inglesi e dai numerosi trattati britannici, e non fu un problema neppure durante il periodo rivoluzionario dato che la Marine nationale francese se ne assumeva la responsabilità come parte del trattato d'alleanza. Fu solo dopo l'indipendenza degli Stati Uniti che i pirati barbareschi cominciarono a catturare le loro navi e a esigerne il riscatto o un tributo. Inoltre, una volta scoppiata la rivoluzione francese la Marina di Sua Maestà incominciò a intercettare le navi mercantili statunitensi sospettate di commerciare con il nuovo regime, mentre da parte loro i francesi iniziarono a fare altrettanto con quelle sospettate di intrattenere affari con i britannici; senza marina militare, il governo degli Stati Uniti non poteva fare nulla per resistere. Nonostante questo quadro, vi era una forte opposizione al Congresso alla proposta di costituire una forza militare navale. I contrari affermavano che il pagamento di un tributo agli Stati barbareschi era una soluzione migliore rispetto alla costruzione di una flotta che, sostenevano, avrebbe portato alla richiesta di istituire un Dipartimento della Marina e a ulteriori funzionari federali da gestire, il che avrebbe generato una spirale di maggiori spese e più estese istituzioni federali. 

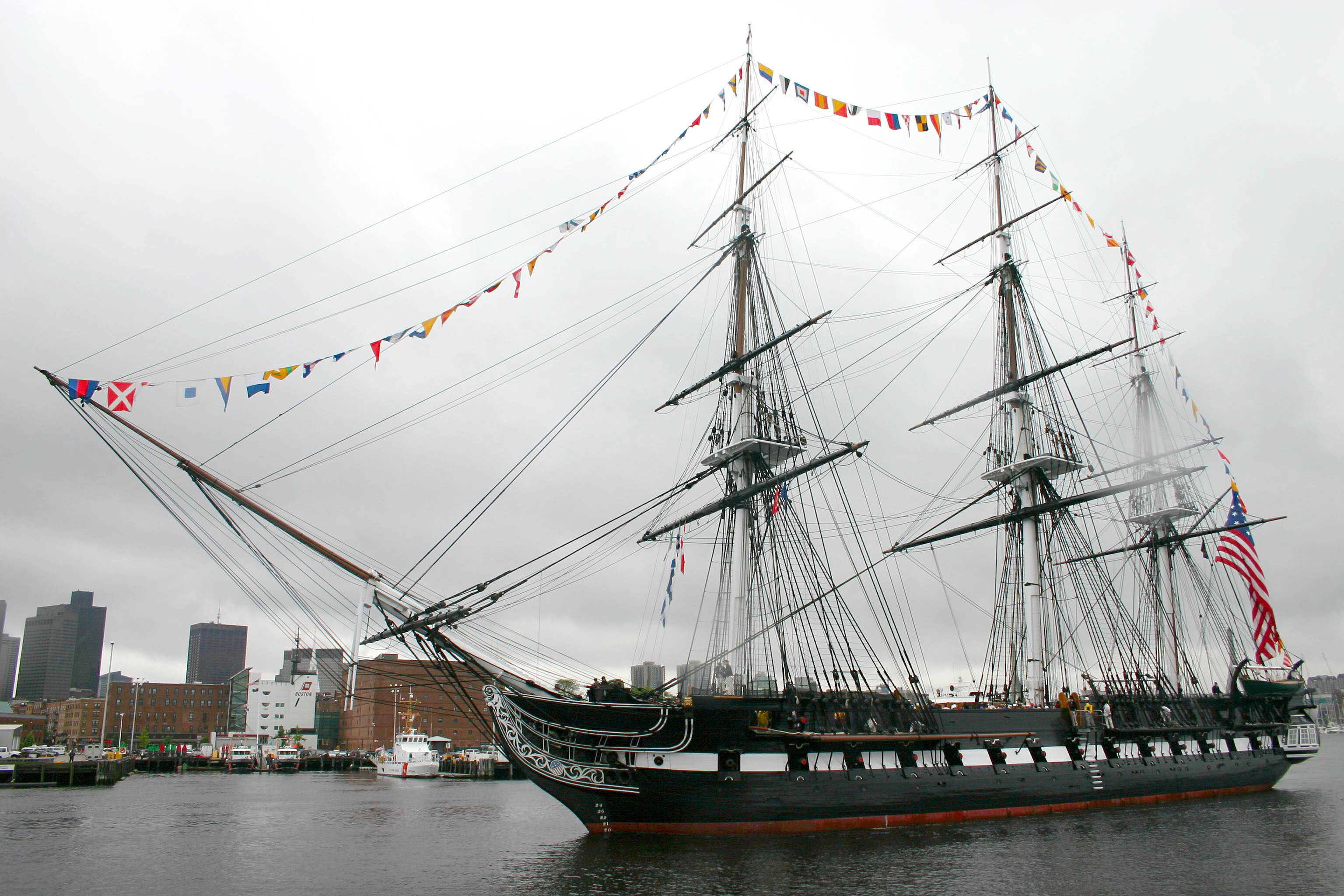
La USS Constitution, l'ultima delle sei fregate originali della US Navy ancora in servizio

Nel 1793 una tregua tra i portoghesi e i pirati algerini pose fine al blocco di Gibilterra, lasciando i pirati liberi di compiere scorrerie nell'Atlantico; in pochi mesi riuscirono a catturare undici navi statunitensi e oltre 100 marinai. Questi eventi spinse la presidenza Washington a proporre al Congresso di istituire al più presto una flotta permanente. Dopo accesi dibattiti, il 27 marzo 1794 fu approvata la legge Naval Act sugli armamenti navali, autorizzando la costruzione di sei fregate, la prima delle quali fu progettata da Joshua Humphreys: furono la USS United States, la USS Constellation, la USS Constitution, la USS Chesapeake, la USS Congress e la USS President, la ultima completata nel 1800..

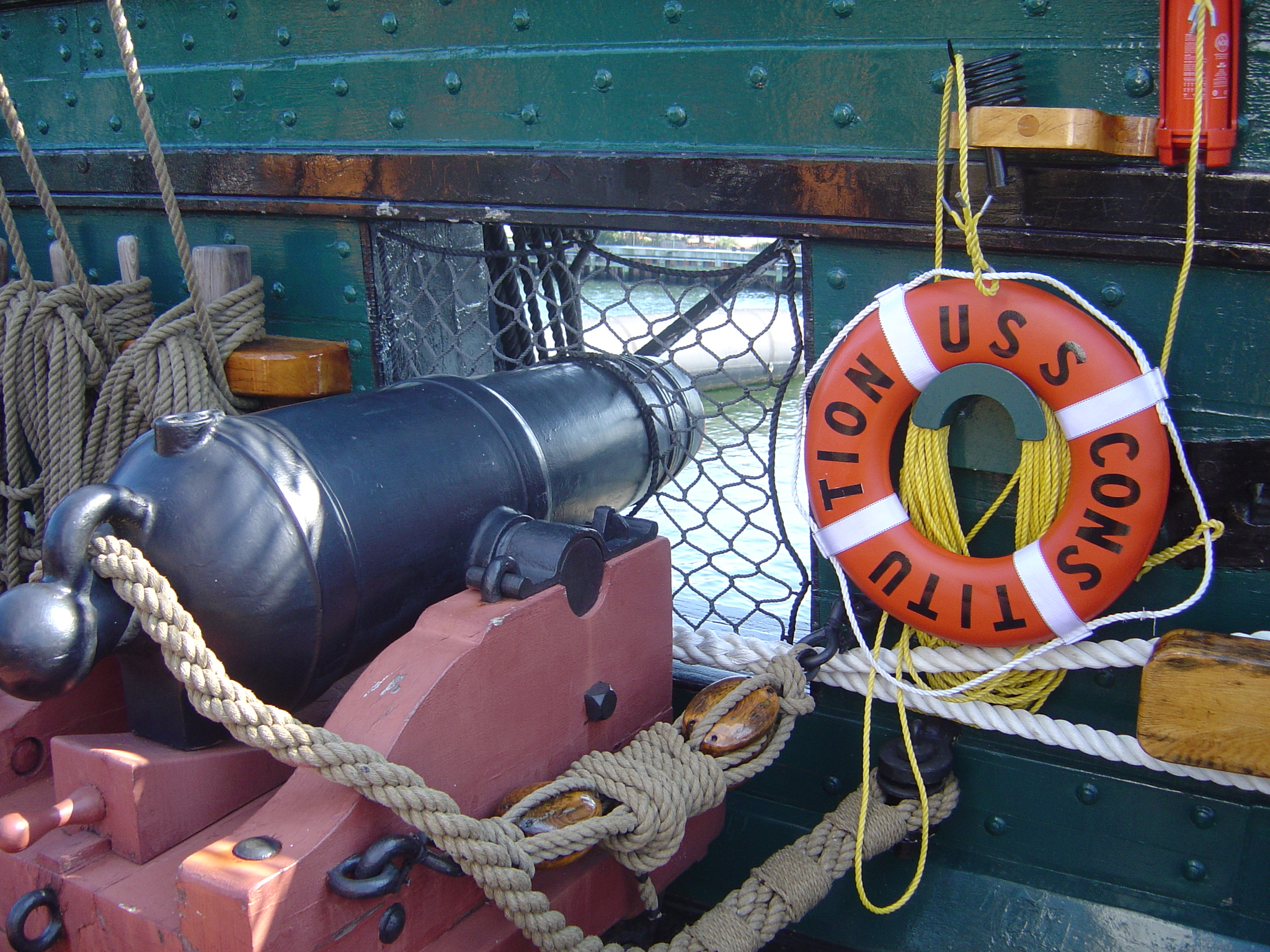
Uno dei cannoni all'interno della USS Constitution

Il Congresso autorizzò anche lo stanziamento di fondi per ottenere un trattato con Algeri e per riscattare i marinari statunitensi tenuti prigionieri; in quel momento erano 199, tra cui alcuni sopravvissuti della Maria e della Dauphin. L'accordo con Algeri fu ratificato nel settembre del 1795 e il costo finale per il ritorno dei prigionieri fu di 642.000 dollari, a cui si aggiungevano 21.000 di tributo annuale per mantenere la pace con i barbareschi. Il presidente si dimostrò insoddisfatto dell'accordo, ma si rendeva conto che gli Stati Uniti non avevano altra scelta che accettarlo; vennero poi stipulati simili trattati con Tripoli nel 1796 e con Tunisi l'anno seguente, ciascuno con un obbligo di pagamento annuale per avere non subire attacchi. La nuova Marina fu operativa dopo la fine della presidenza Washington; le prime due fregate completate furono la USS United States il 10 maggio 1797 e la USS Constitution varata il 21 ottobre seguente.

### Relazioni con l'impero spagnolo
Vicereame della Nuova Spagna
     Impero britannico
     Stati Uniti d'America
     Aree sottoposte a contenzioso tra USA e UK
     Impero russo

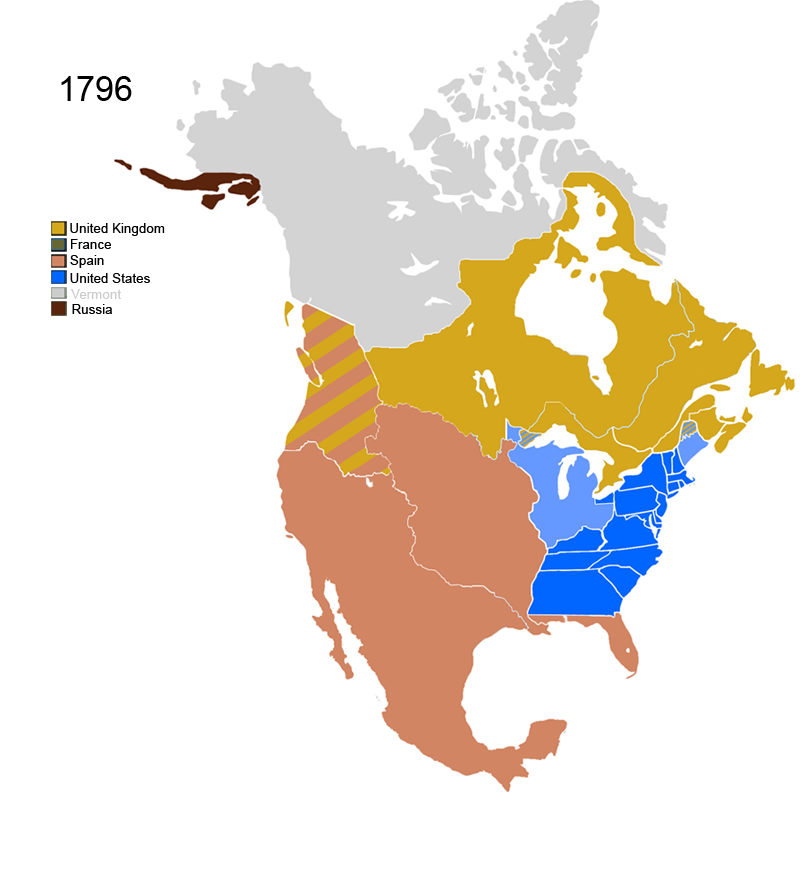
Controllo delle potenze non native sull'America settentrionale nel 1796.
Vicereame della Nuova Spagna
Impero britannico
Stati Uniti d'America
Aree sottoposte a contenzioso tra USA e UK
Impero russo

Verso la fine degli anni 1780 lo Stato della Georgia aumentò le pretese sui territori posti oltre i monti Appalachi, con l'intenzione di soddisfazione la grande richiesta di terreni. La regione rivendicata, che venne chiamata Terre Yazoo, si estendeva a ovest della catena montuosa fino al fiume Mississippi e includeva la maggior parte degli attuali Stati dell'Alabama e del Mississippi (tra il 31º e il 35º parallelo Nord).

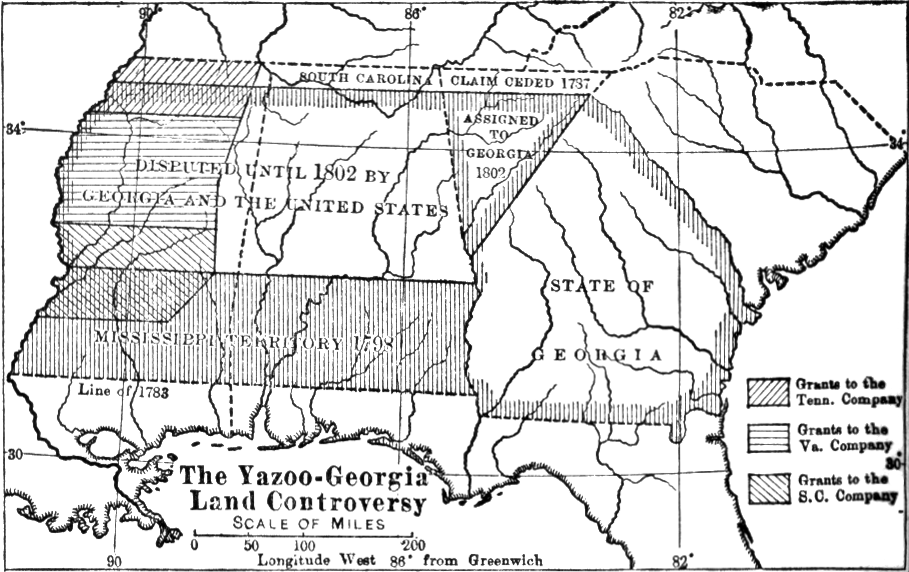
Mappa del Sud degli odierni Stati Uniti che mostra le tre aree che costituivano l'oggetto dello scandalo della terra Yazoo del 1789

La sua zona più meridionale era però reclamata anche dall'impero spagnolo come parte integrante della Florida spagnola. Uno dei tentativi più forti compiuti dalla Georgia fu un piano messo a punto nel 1794 dal governatore George Mathews e dal parlamento: esso si concluse in un enorme scandalo politico che divenne noto come "scandalo della terra Yazoo".
Sin dal 1763 gli spagnoli controllavano le terre a ovest del Mississippi, che costituivano la cosiddetta Louisiana spagnola, comprendendo New Orleans; gli inglesi nel corso del ventennio 1763-83 controllavano invece le terre a est del grande fiume, la Florida occidentale a nord del Golfo del Messico. Gli spagnoli ottennero il controllo della Florida britannica al di sotto del 31º parallelo, e reclamarono il resto fino al 32° 22' parallelo, esattamente alla congiunzione dei fiumi Mississippi e Yazoo. Da quel momento ostacolarono l'immigrazione di coloni americani nella regione, istigando al contempo quelli già presenti a separarsi dagli Stati Uniti; inoltre verso la fine del 1784 chiusero il porto di New Orleans alle merci statunitensi, trasportate da navi mercantili fluviali che percorrevano il Mississippi fino alla sua foce, l'unico sbocco praticabile per i beni prodotti da molti coloni: cominciarono anche a vendere armi alle tribù indiane dello Yazoo.
Dopo il "proclama di neutralità" nel 1793, Washington cominciò a preoccuparsi che gli spagnoli, alleatisi alla fine di quell'anno agli inglesi in guerra contro i rivoluzionari francesi, potessero agire d'intesa con i britannici per incitare l'insurrezione nelle terre Yazoo contro gli statunitensi, usando anche l'apertura del commercio sul Mississippi come stimolo. Allo stesso tempo però, verso la metà del 1794 gli spagnoli iniziarono a volersi svincolare dall'alleanza con il Regno Unito e stabilire una pace con la Francia; il Primo ministro spagnolo Manuel Godoy era impegnato in questo tentativo quando venne a sapere della missione di John Jay presso i britannici, e temette che ciò avrebbero potuto condurre a un'alleanza anglo-americana e a una conseguente invasione dei possedimenti spagnoli nell'America settentrionale. Volendo stabilire migliori rapporti con gli Stati Uniti, Goboy inviò una richiesta al governo statunitense di nominare un delegato per negoziare un nuovo accordo; Washington mandò Thomas Pinckney a trattare con la Corte madrilena nel giugno del 1795.
Undici mesi dopo la firma del trattato di Jay statunitensi e spagnoli stipularono il trattato di San Lorenzo, noto anche come trattato di Pinckney. Firmato il 27 ottobre 1795 esso stabilì il desiderio di pace e amicizia tra Stati Uniti e Impero spagnolo, definì il confine meridionale tra Florida Orientale e Occidentale, con gli spagnoli che rinunciarono alla loro rivendicazione sulla parte della Florida Occidentale posta a nord del 31º parallelo; il confine ovest degli Stati Uniti venne quindi fissato lungo il Mississippi a nord del 31º parallelo.

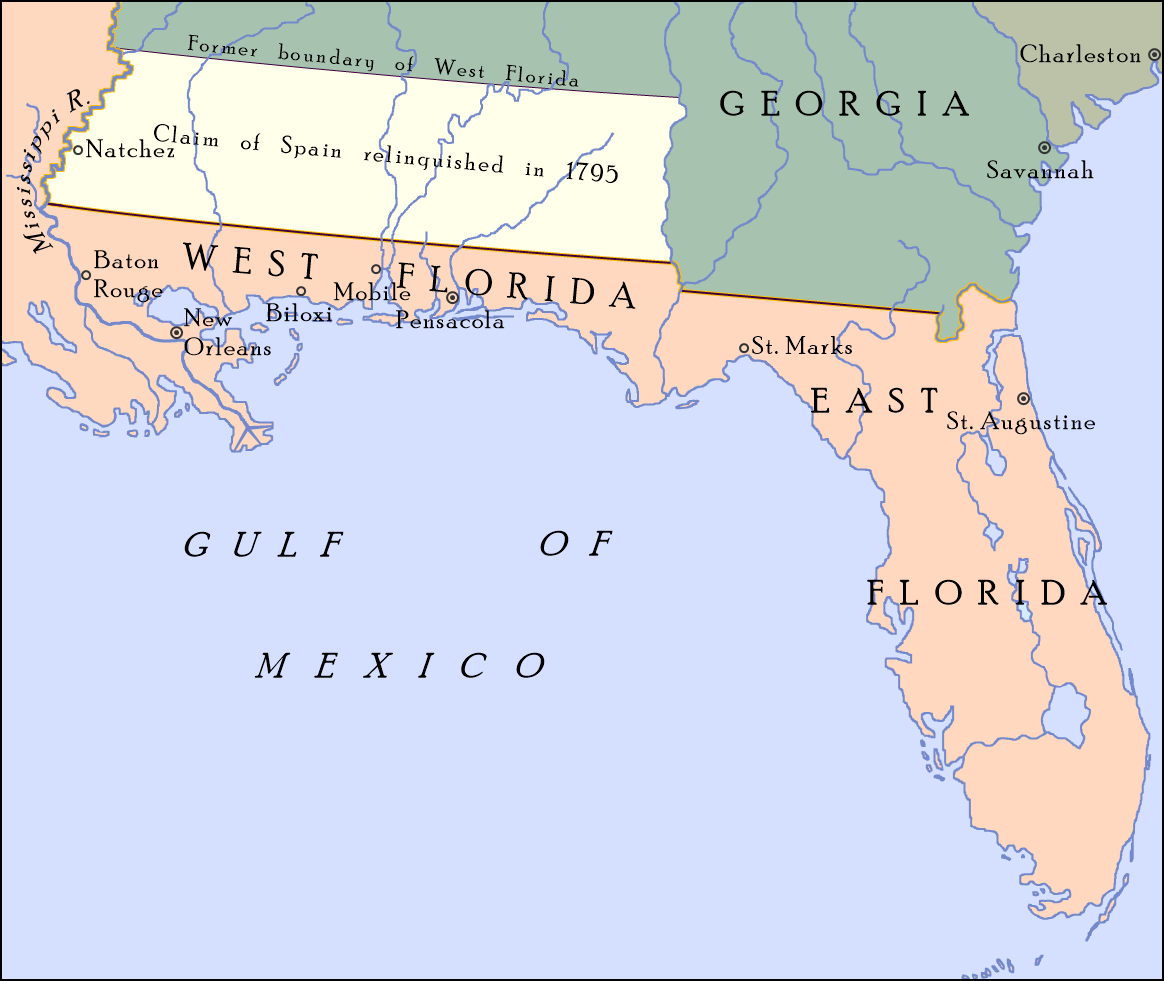
Linea del confine meridionale a seguito del trattato di San Lorenzo del 1795. Effettivo a partire dal 3 agosto, definì il confine tra gli Stati Uniti e la Florida spagnola.

Il risultato forse ancor più importante fu la concessione alle navi di entrambe le nazioni del diritto di navigazione illimitato lungo l'intero corso del Mississippi, nonché l'esenzione dai dazi per le merci trasportate da navi statunitensi nel porto di New Orleans. Questo aprì l'intero bacino del fiume Ohio agli insediamenti e al commercio. I prodotti agricoli avrebbero ora potuto fluire su grandi chiatte lungo l'Ohio fino al Mississippi e poi a New Orleans e da lì verso i mercati europei. Spagnoli e statunitensi accettarono inoltre di proteggere reciprocamente le navi dell'altra nazione quando all'interno delle loro giurisdizioni, e di non detenere cittadini o imbarcazioni dell'altra nazione.

Una mappa degli Stati Uniti che mostra le rivendicazioni e relative cessioni di territori dal 1782 al 1802

Il trattato conclusivo annullò anche le garanzie di sostegno militare che i funzionari coloniali spagnoli avevano dato ai nativi nelle regioni contese, indebolendo enormemente la capacità dei nativi di resistere all'invasione delle loro terre. L'accordo rappresentò una grande vittoria per la presidenza Washington e contribuì in una maniera notevole a placare molti dei critici del precedente trattato di Jay. Rendendo le zone di frontiera più attraenti e redditizie, incoraggiò i coloni statunitensi a continuare l'espansione verso ovest. La regione a cui l'impero spagnolo rinunciò fu riconosciuta dal Congresso come Territorio del Mississippi il 7 aprile 1798.

## Elezioni presidenziali del 1792
All'avvicinarsi delle elezioni presidenziali del 1792 Washington, soddisfatto dei progressi compiuti dalla sua amministrazione nel costruire le istituzioni federali, sperò di potersi ritirare a vita privata ed evitare un secondo mandato; si lamentava dell'età che avanzava (avrebbe compito 60 anni nel 1792), della salute malferma, degli scontri interni che affliggevano il gabinetto e della crescente ostilità della stampa di parte. I membri del suo gabinetto - in special modo Jefferson e Hamilton - operarono con costanza durante l'estate e l'autunno per convincere il presidente a non ritirarsi. Lo informarono del potenziale impatto negativo che le guerre rivoluzionarie francesi avrebbero potuto avere sul paese, e insistettero che solo qualcuno con la sua popolarità e moderazione avrebbe potuto guidare la nazione in modo efficace. Alla fine il presidente "non annunciò mai la sua candidatura alle elezioni del 1792", scrisse John Ferling nel suo libro su Washington, ma molto "semplicemente non disse mai che non avrebbe preso in considerazione un secondo mandato". 

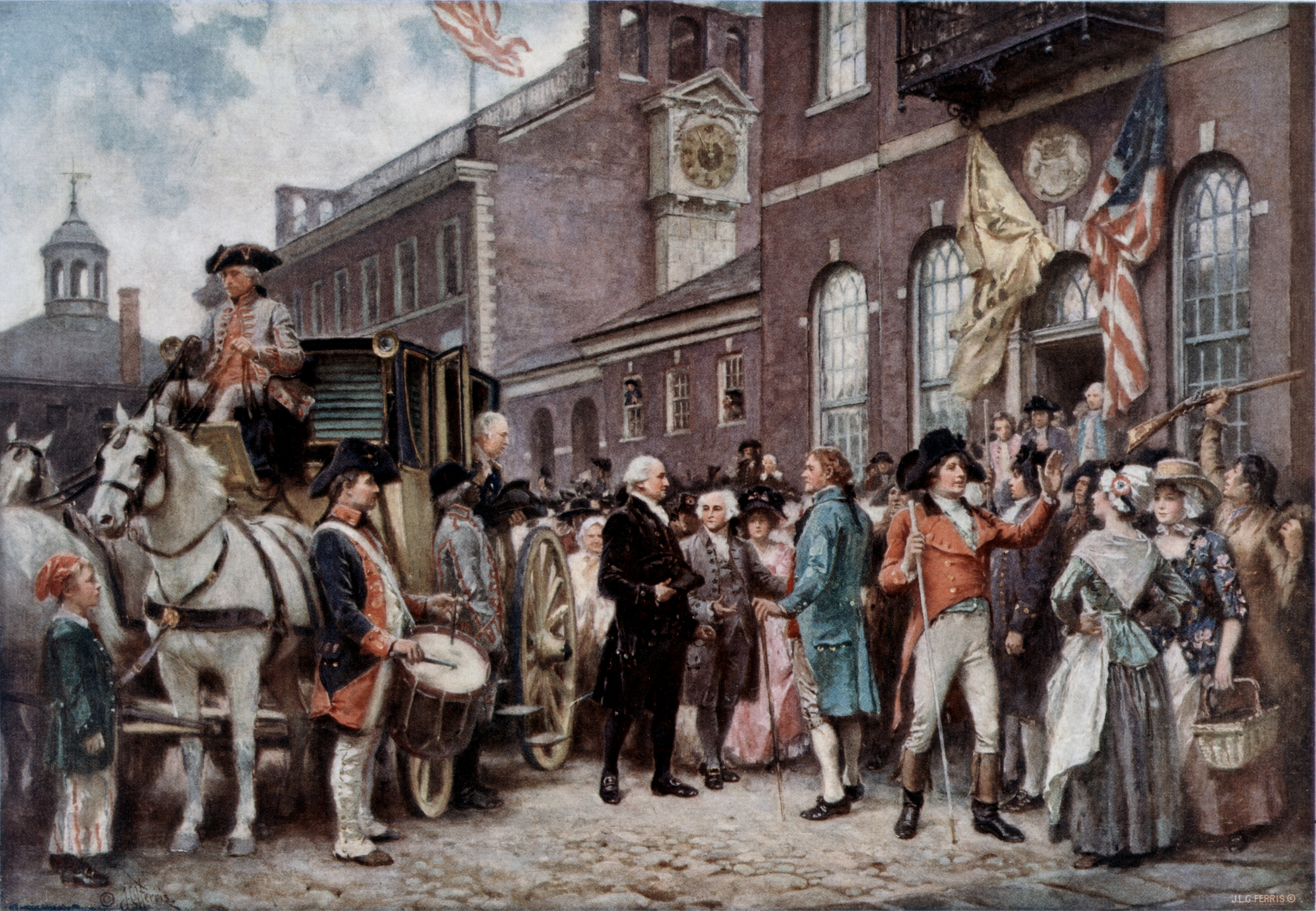
L'arrivo di Washington al Congresso di Filadelfia per prestare il giuramento presidenziale d'avvio per il suo secondo mandato; in un dipinto di Jean Leon Gerome Ferris

Quelle del 1792 furono le prime elezioni nella storia degli Stati Uniti a essere combattute tra due fazioni che somigliavano a partiti. Nella maggior parte degli Stati federati le elezioni per il Congresso erano in qualche modo viste come "una lotta tra il dipartimento del Tesoro e la tendenza repubblicana", come scrisse lo stratega di Jefferson John Beckley.. Poiché pochi dubitavano che Washington avrebbe ricevuto il maggior numero di voti elettorali, la vicepresidenza divenne il centro dell'attenzione popolare. Anche qui si assisteva a una divisione tra fazioni: i seguaci di Hamilton appoggiavano John Adams mentre Jefferson e i suoi erano a favore del governatore di New York George Clinton. Entrambi erano tecnicamente candidati alla presidenza in competizione con Washington, poiché le regole del tempo richiedevano che ogni grande elettore emettesse due voti senza distinguere quale era quello per il presidente e quale per il vicepresidente. I due destinatari del maggior numero di voti sarebbero pertanto divenuti presidente e vicepresidente. Washington venne eletto all'unanimità, ricevendo 132 voti elettorali (uno per ciascun elettore), mentre Adams fu riconfermato alla carica di vicepresidente, ricevendo 77 voti. I restanti 55 andarono divisi tra George Clinton (50), Thomas Jefferson (4) e Aaron Burr (1).
La seconda inaugurazione ebbe luogo nella Sala del Congresso della Camera del Senato a Filadelfia il 4 marzo 1793. Il giuramento fu presieduto dal giudice della Corte suprema William Cushing. Il discorso risultò essere di sole 135 parole, il più corto di sempre. La breve e semplice inaugurazione fu vista in netto contrasto con la precedente, vista da molti come un'incoronazione quasi monarchica. Anche se il suo secondo mandato iniziò contemporaneamente con quello di Washington, John Adams prestò giuramento solo il 2 dicembre, quando il Senato si riconvocò. Adams giurò di fronte al presidente pro tempore del senato John Langdon.

## Ultimi atti e appuntamento elettorale del 1796

### Discorso d'addio
Nell'ultimo anno del suo secondo mandato Washington era oramai esausto per il lungo tempo trascorso in carica. Sebbene fosse in condizioni mentali eccellenti, la salute fisica aveva cominciato a risentirne. Era anche afflitto per i continui attacchi ricevuti dalla stampa democratico-repubblicana, intensificati dopo la firma del trattato di Jay. Riteneva inoltre di aver raggiunto i principali obiettivi della sua presidenza: la nazione aveva un'economia stabile, un forte controllo sui territori occidentali e relazioni pacifiche con le maggiori potenze straniere. Pertanto, contro i desideri dei Federalisti, che speravano in un'altra sua rielezione, Washington decise all'inizio del 1796 che si sarebbe ritirato a vita privata, a meno di un'emergenza nazionale; ritardò l'annuncio formale fin quasi alla fine dell'anno, ma iniziò subito a redigere il proprio discorso d'addio.
La decisione di ritirarsi, quando divenne di dominio pubblico, apparve una scelta eccezionale, poiché a quel tempo nei paesi del mondo occidentale i capi di governo molto raramente abbandonavano spontaneamente i loro incarichi. Con l'annuncio e poi con la messa in pratica della fine della sua presidenza, Washington fu d'esempio per il trasferimento democratico del potere esecutivo; il suo ritiro dalla carica di presidente dopo due mandati creò un precedente per i successivi presidenti degli Stati Uniti d'America. Dal 1789 al 1940 i presidenti degli Stati Uniti rispettarono un limite autoimposto di due mandati; vi si derogò una sola volta, con Franklin Delano Roosevelt, eletto per quattro mandati consecutivi, restando in carica dal 1933 al 1945. Roosevelt stesso propose di introdurre il limite di due mandati nella Costituzione, con quello poi divenuto il 22° emendamento, il quale recita "nessuna persona sarà eletta nell'ufficio di presidente più di due volte".
Nel 1792, quando aveva per la prima volta preso in considerazione la possibilità di ritirarsi, Washington si rivolse a James Madison per chiedere aiuto nel comporre un "discorso di commiato"; ora, quattro anni dopo, si rivolse ad Alexander Hamilton. Nel corso di diversi mesi i due collaborarono alla formulazione migliore del discorso d'addio. Una delle bozze proposte includeva anche forti critiche nei confronti dei giornali e della stampa: ma questa parte non venne inclusa nella lettera finale. Il risultato, scrisse la biografa Marie Hecht: "fu un vero matrimonio di menti, il picco di amicizia e comprensione reciproca tra i due uomini"; la maggior parte degli storici ritiene che mentre lo stile linguistico è principalmente quello di Hamilton, le idee sono invece essenzialmente quelle di Washington. Il discorso venne pubblicato il 19 settembre nell'American Daily Advertiser di David Claypoole; fu quindi immediatamente ristampato sui giornali e come opuscolo in tutti gli Stati federati.

Nel discorso Washington chiarì sin dall'inizio che non avrebbe accettato un terzo mandato e proseguì ringraziando i suoi concittadini per l'opportunità concessagli di prestare servizio come loro presidente; scrisse poi sulla salvaguardia dell'Unione, il nucleo della nazione, che insieme alla Costituzione legava tutti i cittadini insieme e provvedeva al benessere popolare.

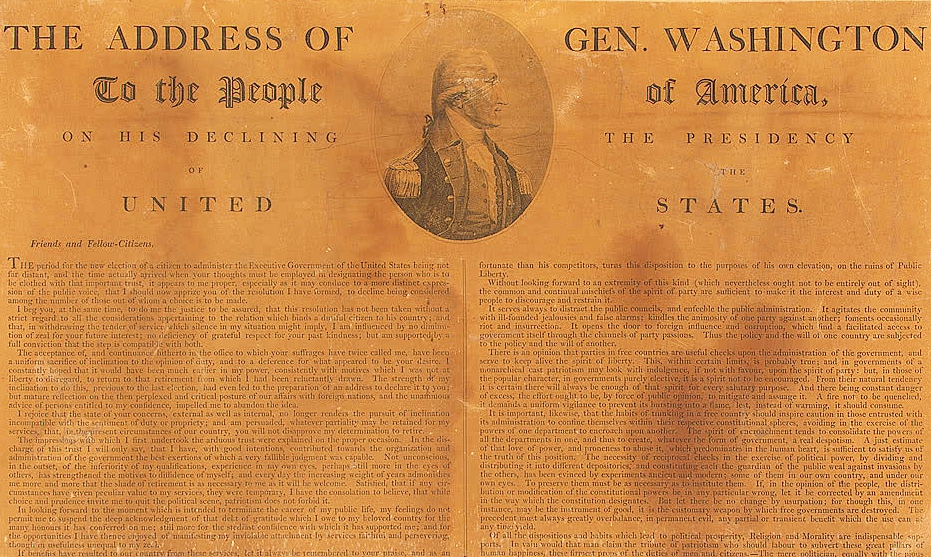
Testo del discorso d'addio del presidente Washington

Preoccupato per gli ostacoli e i pericoli che parevano profilarsi all'orizzonte, egli esortava il popolo ad amare e salvaguardare il loro sistema di governo nazionale, così faticosamente conquistato nonostante le molte differenze.
(Testo completo su Wikisource.)
Il discorso d'addio fu una dichiarazione delle politiche adottate durante la presidenza, con alcuni commenti personali inseriti qua e là per evidenziare alcuni punti salienti e sottolineando i passi necessari da compiere per rendere effettiva la perpetuazione dell'Unione ("l'Unione Perpetua" è difatti una caratteristica degli Articoli della Confederazione); un concetto che cominciò a svilupparsi tra gli Stati durante la guerra d'indipendenza americana. In tal modo Washington celebrava una Costituzione ben scritta e funzionante insieme alle corrette abitudini e disposizioni (sia di tipo intellettuale sia religioso) delle singole persone come qualità essenziali. Il presidente uscente esprimeva poi anche le più gravi minacce che intravedeva all'orizzonte contro l'Unione, avvertendo i cittadini di diffidare delle passioni delle fazioni politiche, delle interferenze straniere negli affari interni della nazione e di evitare una politica estera intricata e tesa.
Dopo la morte di Washington nel 1799, il discorso venne ristampato sui giornali e incluso nei libri di testo scolastici e nelle raccolte di scritti di Washington e nelle biografie, in tutto il paese; un quarto di secolo dopo sia Jefferson sia Madison lo inserirono nella lista di letture obbligatorie dell'Università della Virginia, descrivendolo come una delle "migliori guide" ai "principi distintivi" delle istituzioni degli Stati Uniti. Diventò in tal maniera uno dei "grandi documenti di Stato della storia americana", letto spesso nelle aule scolastiche ma non solo, e questo per molto tempo. Il Senato onora il compleanno di Washington (il 22 febbraio) selezionando uno dei suoi membri, alternando i partiti, per leggerlo in apertura dei lavori.
Oggi il discorso è principalmente ricordato per le sue parole riguardanti il non coinvolgimento nelle guerre e nella politica europee. Per gran parte del XIX secolo la distesa degli Oceani Atlantico e Pacifico rese possibile agli Stati Uniti di godere di una sorta di "sicurezza libera" e di rimanere distaccati dai conflitti che interessavano l'Europa; mentre le convenzioni sociali consideravano i viaggi all'estero un tabù per i politici in carica. La restrizione iniziò a erodersi dall'inizio del XX secolo, quando i responsabili politici a livello federale iniziarono a rivalutare il ruolo della nazione negli affari internazionali; il primo viaggio presidenziale all'estero venne compiuto nel 1906 da Theodore Roosevelt e, successivamente - nel corso della prima guerra mondiale - Woodrow Wilson spronò per l'intervento degli Stati Uniti nel conflitto, sostenendo che era interesse degli Stati Uniti mantenere un ordine mondiale pacifico (i Quattordici punti). Da allora in poi gli Stati Uniti hanno firmato trattati di alleanza con numerose nazioni.

### Elezioni presidenziali del 1796
L'annuncio di Washington del 19 settembre 1796, che non avrebbe accettato di essere candidato per un terzo mandato fu, secondo le parole del membro del Congresso Fisher Ames, "un segnale, come il far cadere un cappello per terra, affinché i concorrenti di partito iniziassero la loro sfida". Durante le successive dieci settimane i sostenitori di entrambe le fazioni operarono compiendo uno sforzo intenso e mirato a influenzare l'esito delle elezioni. Come successe anche per le due precedenti elezioni presidenziali, neppure in quest'occasione vennero proposti dei candidati ufficiali al corpo elettorale. La Costituzione prevedeva allora la selezione dei grandi elettori, i quali avrebbero eletto autonomamente un presidente. In sette degli Stati federati i grandi elettori presidenziali vennero scelti direttamente dal voto popolare; mentre nei restanti nove furono scelti dal parlamento statale. Il candidato nettamente preferito dai democratico-repubblicani era Thomas Jefferson, sebbene egli fosse riluttante a presentarsi. John Adams era invece la scelta della maggioranza dei Federalisti.
I democratico-repubblicani al Congresso tennero un caucus che nominò come candidati Jefferson e Aaron Burr. Jefferson in un primo momento rifiutò la candidatura, ma accettò poche settimane dopo. I membri del Congresso federalista organizzarono invece un caucus informale e nominarono Adams e Thomas Pinckney come propri candidati. La campagna fu, per la maggior parte, disorganizzata e sporadica, limitata ad attacchi di giornali, opuscoli e manifestazioni politiche; dei quattro contendenti in lizza, soltanto Burr partecipò in maniera attiva alla campagna elettorale.
All'inizio di novembre l'ambasciatore francese negli Stati Uniti, Pierre Adet, si inserì nel dibattito politico per conto di Jefferson, pubblicando dichiarazioni destinate a suscitare il sentimento anti-britannico e a lasciare l'impressione che una vittoria di Jefferson avrebbe di molto migliorato i rapporti con la Francia. Poi, verso la fine della campagna elettorale, Alexander Hamilton, desiderando "un presidente più flessibile di Adams", manovrò per far cadere l'elezione su Pinckney. Costrinse quindi gli elettori federali della Carolina del Sud, impegnandoli a votare in un unico blocco per il "figlio prediletto" Pinckney, e a disperdere i loro secondi voti tra candidati diversi da Adams. Il piano venne sventato quando diversi grandi elettori della Nuova Inghilterra ne vennero a conoscenza; ne discussero tra di loro e decisero di evitare di dare voti a Pinckney.
I voti elettorali furono contati durante una sessione congiunta del Congresso l'8 febbraio 1797; Adams vinse con uno stretto margine, ottenendo 71 voti contro i 68 andati a Jefferson (che divenne in tal modo il vicepresidente). I restanti suffragi del Collegio elettorale furono dispersi tra: Thomas Pinckney (59), Aaron Burr (30), Samuel Adams (15), Oliver Ellsworth (11), George Clinton (7), John Jay (5), James Iredell (3), John Henry (2), Samuel Johnston (2), George Washington (2) e C. C. Pinckney (1).

## Eredità e valutazione storica
George Washington è considerato tra i due o tre più grandi presidenti dell'intera storia degli Stati Uniti, come Comandante in Capo dell'Esercito continentale, eroe della Rivoluzione e primo Presidente statunitense.
Gli storici Jay Atwell Parry e Andrew M. Allison dichiarano che Washington "era la personalità dominante in tre degli eventi più critici in quella fondazione: la guerra rivoluzionaria, la Convenzione costituzionale e la prima amministrazione nazionale. Egli ha servito come leader americano in tutti questi tre eventi, ma tutti e tre probabilmente avrebbero fallito e l'America come la conosciamo oggi non esisterebbe se non vi fosse stato lui a far da guida".
Il membro del Congresso Henry Lee III, un compagno della Guerra d'indipendenza americana, non ha mancato di elogiarlo con parole rimaste celebri: "primo in guerra - primo in pace - e primo nei cuori dei suoi compatrioti" (Testo completo su Wikisource).
Le parole di Lee definivano lo standard con cui la schiacciante reputazione di Washington era impressa nella memoria americana. I biografi lo acclamarono come il grande esempio del repubblicanesimo. Il presidente stabilì molti precedenti per il governo nazionale e, in particolare, per la presidenza, e fu chiamato "il padre della patria" già nel 1778.
La prima immagine conosciuta in cui Washington è identificata come il Padre del suo Paese è nel frontespizio di un almanacco del 1779 in lingua tedesca, con calcoli di David Rittenhouse e pubblicato da Francis Bailey nella contea di Lancaster, in Pennsylvania. Il Der Gantz Neue Nord-Americanishe Calendar appare con l'immagine del presidente mentre tiene una tromba sulle labbra, da cui provengono le parole "Landes Vater" (tradotto come "il padre del paese" o "il padre della terra").

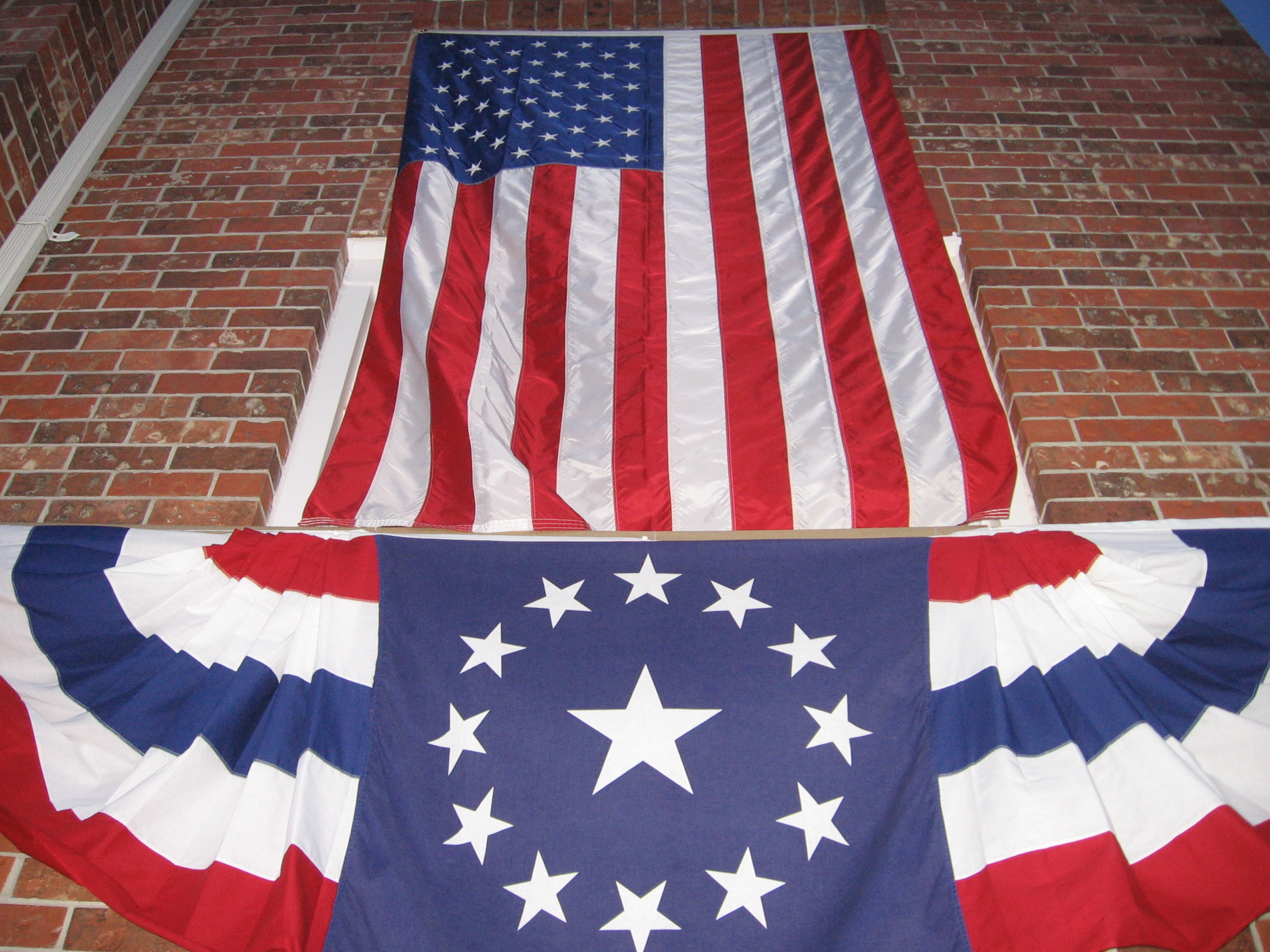
La bandiera degli Stati Uniti d'America e decorazioni a stelle e strisce accompagnano le celebrazioni per il Presidents' Day a Toronto (2007).

A tutt'oggi la data del suo compleanno - il Presidents' Day - è una festività nazionale celebrata in tutti gli Stati.
In termini di personalità il biografo Douglas Southall Freeman ha concluso che "la grande cosa che colpisce in quell'uomo è il carattere"; per carattere, dice il professore della Brandeis University David Hackett Fischer, "Freeman intende essenzialmente integrità, autodisciplina, coraggio, assoluta onestà, determinazione e decisione, ma anche tolleranza, decenza e rispetto nei confronti degli altri".
Washington divenne un'icona internazionale per il liberalismo e il nazionalismo, nella sua qualità di leader incontrastato della prima rivoluzione di successo contro un impero coloniale. Il Partito Federalista ne fece il proprio simbolo più rappresentativo ma per molti anni i sostenitori di Thomas Jefferson continuarono a diffidare della sua influenza tanto da far ritardare la costruzione del monumento a lui dedicato. Il 31 gennaio 1781 fu eletto membro attivo dell'American Academy of Arts and Sciences.

Il logo del bicentenario della Dichiarazione d'indipendenza del 1976.

Durante l'anno del bicentenario della Dichiarazione d'indipendenza al termine della presidenza di Gerald Ford George Washington fu nominato postumo al grado di General of the Armies da una risoluzione congiunta del Congresso con legge pubblica 94-479 (Testo completo su Wikisource) approvata il 19 gennaio 1976 e con la data di nomina effettiva al 4 luglio seguente, "Giorno dell'indipendenza". Ciò ristabilì la sua posizione di ufficiale militare senior di alto rango nella storia americana.
William Gardner Bell sostiene che Washington fu richiamato al servizio militare dal suo ritiro nel 1798 e che "il Congresso approvò una legislazione che lo avrebbe reso generale degli eserciti degli Stati Uniti, ma i suoi servizi non erano richiesti nel campo e pertanto la nomina non fu fatta fino al Bicentenario del 1976, quando gli fu conferito postumo come onore commemorativo".
Viene affermato che con la legge pubblica 94-479 il presidente Ford ha specificato che Washington sarebbe "al primo posto tra tutti gli ufficiali dell'esercito, passati e presenti"; tale titolo viene "associato a solo due persone... una è Washington e l'altra è John Pershing.

### Documenti
L'accurata raccolta e seguente pubblicazione dell'archivio documentario di Washington iniziò con l'opera pionieristica dello storico Jared Sparks alla fine degli anni 1830 in Life and Writings of George Washington (12 voll., 1834-1837); mentre The Writings of George Washington from the Original Manuscript Sources, 1745-1799 (1931-44) è una serie di 39 volumi a cura dell'archivista John Clement Fitzpatrick, commissionato dalla "George Washington Bicentennial Commission". Esso contiene oltre 17.000 lettere e documenti ed è disponibile anche online presso l'Università della Virginia.

### Monumenti e memoriali
Molti luoghi e monumenti sono stati dedicati a Washington, in particolare la città capitale degli Stati Uniti d'America. Lo Stato di Washington è inoltre l'unico che abbia preso il nome da un presidente.

### Altre letture
- Bassett, John Spencer. The Federalist System, 1789–1801 (1906), old survey of politics online version,
- Cronin, Thomas F., ed. Inventing the American Presidency. U. Press of Kansas, 1989. 404 pp.
- Ellis, Joseph J. "Inventing the Presidency." American Heritage 2004 55 (5): 42–48, 50, 52–53. ISSN 0002-8738 (WC · ACNP)
- Fatovic, Clement. "Constitutionalism and Presidential Prerogative: Jeffersonian and Hamiltonian Perspectives." American Journal of Political Science 2004 48 (3): 429–444. ISSN 0092-5853 (WC · ACNP) Fulltext in Swetswise, Ingenta, Jstor, Ebsco
- Fishman, Ethan M.; William D. Pederson, Mark J. Rozell, eds. George Washington (2001) essays by scholars
- Freeman, Douglas S. George Washington: A Biography. 7 volumes, 1948–1957; vol 6–7 cover the presidency The standard scholarly biography, winner of the Pulitzer Prize. A single-volume abridgment by Richard Harwell appeared in 1968
- Flaumenhaft; Harvey. The Effective Republic: Administration and Constitution in the Thought of Alexander Hamilton Duke University Press, 1992
- Grizzard, Frank E., Jr. George Washington: A Biographical Companion. ABC-CLIO, 2002. 436 pp. Comprehensive encyclopedia by leading scholar
- Gregg II, Gary L. e Matthew Spalding, eds. George Washington and the American Political Tradition. ISI (1999), essays by scholars
- Higginbotham, Don, ed. George Washington Reconsidered. (2001). 336 pp.
- Leibiger, Stuart. "Founding Friendship: George Washington, James Madison, and the Creation of the American Republic." U. Press of Virginia, 1999. 284 pp.
- Miller, John C. Alexander Hamilton: Portrait in Paradox (1959), full-length scholarly biography; https://www.questia.com/library/book/alexander-hamilton-portrait-in-paradox-by-john-c-miller.jsp[collegamento interrotto]
- Nettels, Curtis P. The Emergence of a National Economy, 1775–1815 (1962).
- Nordham, George W. The Age of Washington: George Washington's Presidency, 1789–1797. (1989).
- Riccards, Michael P. A Republic, If You Can Keep It: The Foundations of the American Presidency, 1700–1800. (1987)
- Sheehan, Colleen. "Madison V. Hamilton: The Battle Over Republicanism And The Role Of Public Opinion" American Political Science Review 2004 98 (3): 405–424.
- Smith, Robert W. Keeping the Republic: Ideology and Early American Diplomacy. (2004)
- Spalding, Matthew. "George Washington's Farewell Address." The Wilson Quarterly v20#4 (Autumn 1996) pp: 65+.
- White, Leonard D. The Federalists: A Study in Administrative History (1956), thorough analysis of the mechanics of government in the 1790s
- Wood, Gordon S. "The Greatness of George Washington." Virginia Quarterly Review 1992 68 (2): 189–207. ISSN 0042-675X (WC · ACNP) Fulltext: in Ebsco
- Wright; Robert E. Hamilton Unbound: Finance and the Creation of the American Republic Praeger (2002)

### Politica estera
- Bradford Perkins. From Sea to Sea, 1776–1865, (1993)
- Estes, Todd. "The Art of Presidential Leadership: George Washington and the Jay Treaty" Virginia Magazine of History and Biography 2001 109 (2): 127–158. ISSN 0042-6636 (WC · ACNP) Fulltext online at Ebsco.
- Estes, Todd. The Jay Treaty Debate, Public Opinion, and the Evolution of Early American Political Culture. (2006)
- Harper, John Lamberton. American Machiavelli: Alexander Hamilton and the Origins of U.S. Foreign Policy. (2004)
- Daniel C. Lang. Foreign Policy in the Early Republic: The Law of Nations and the Balance of Power (1986);
- Malone, Dumas. Jefferson and the Rights of Man (1960) and Thomas Jefferson and the Ordeal of Liberty (1962), vol 2–3 of monumental biography
- Frank T. Reuter. Trials and Triumphs: George Washington's Foreign Policy (1982)